# Biserica de lemn Sf. Arhangheli din Libotin

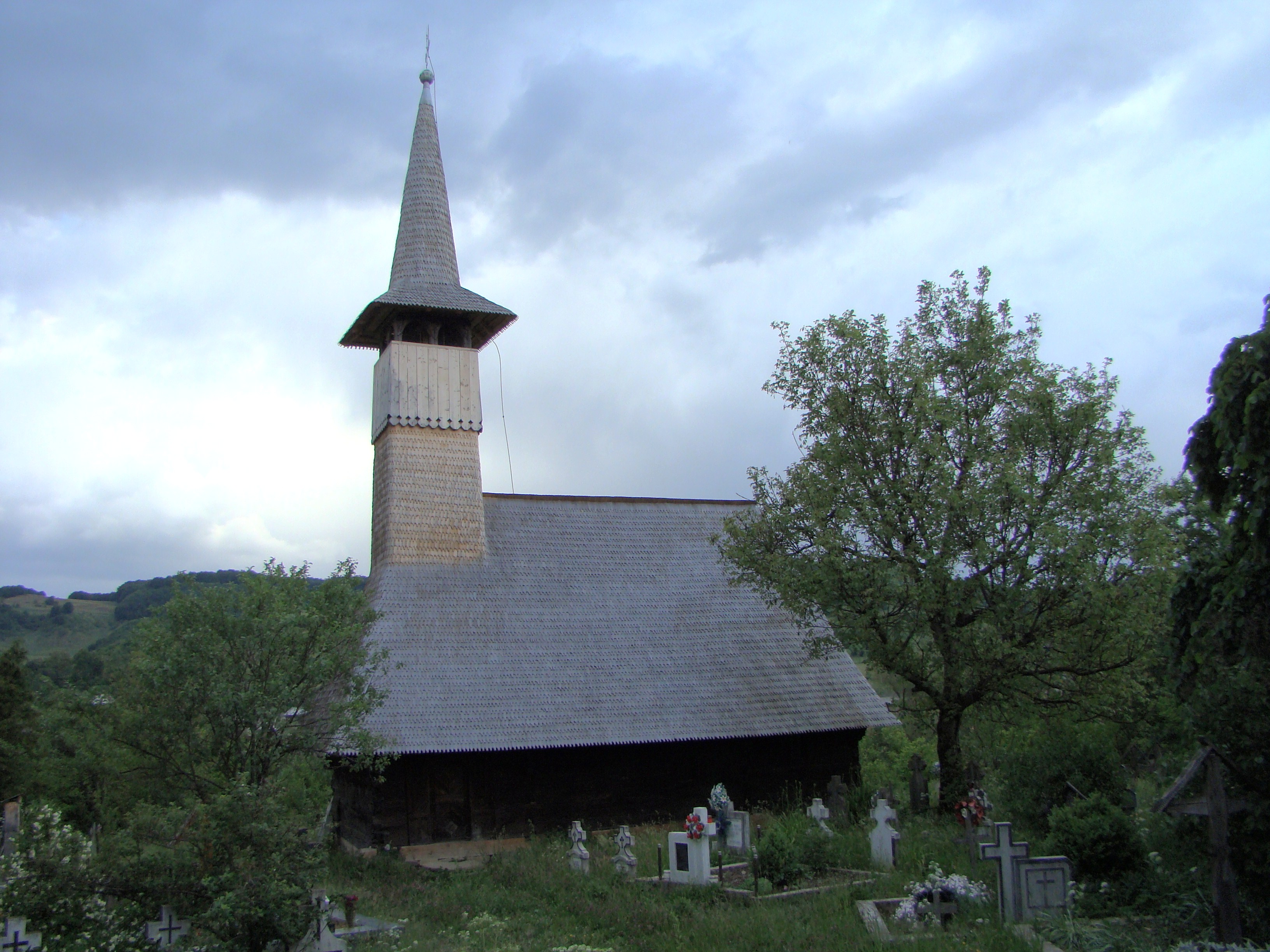
Biserica de lemn „Sfinții Arhangheli” din Libotin, comuna Cupșeni, județul Maramureș

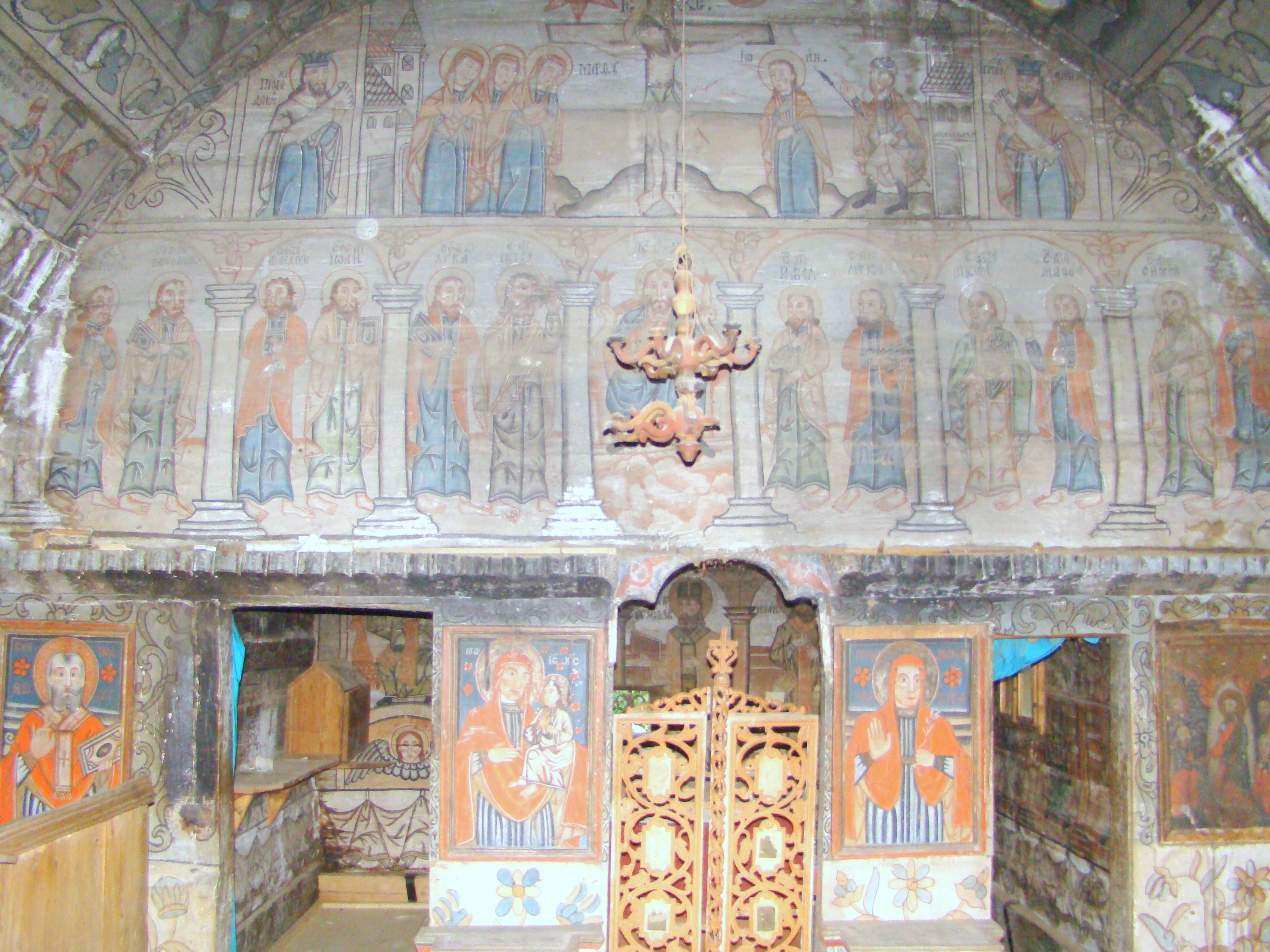
Iconostasul

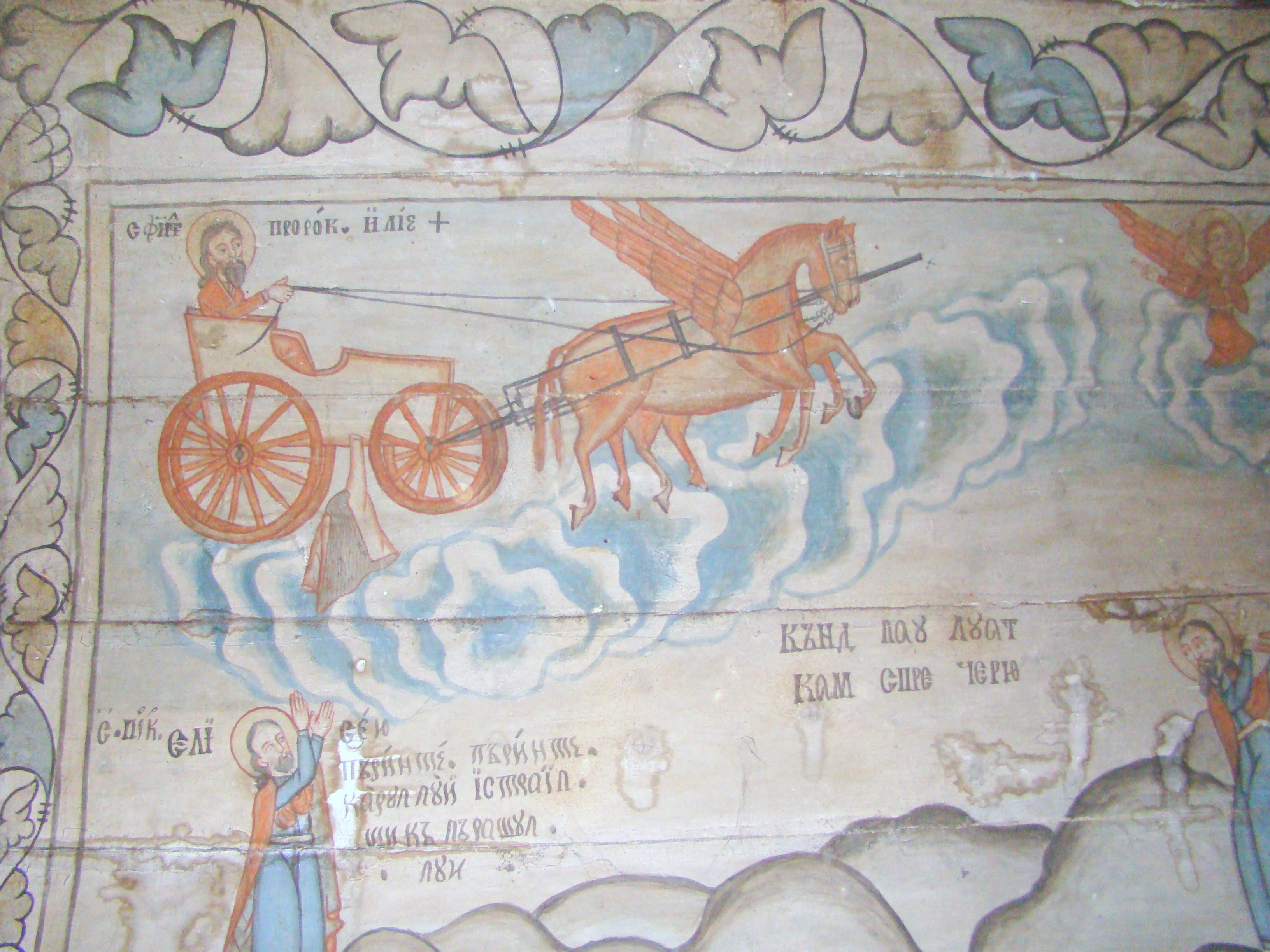
Sfântul Prooroc Ilie

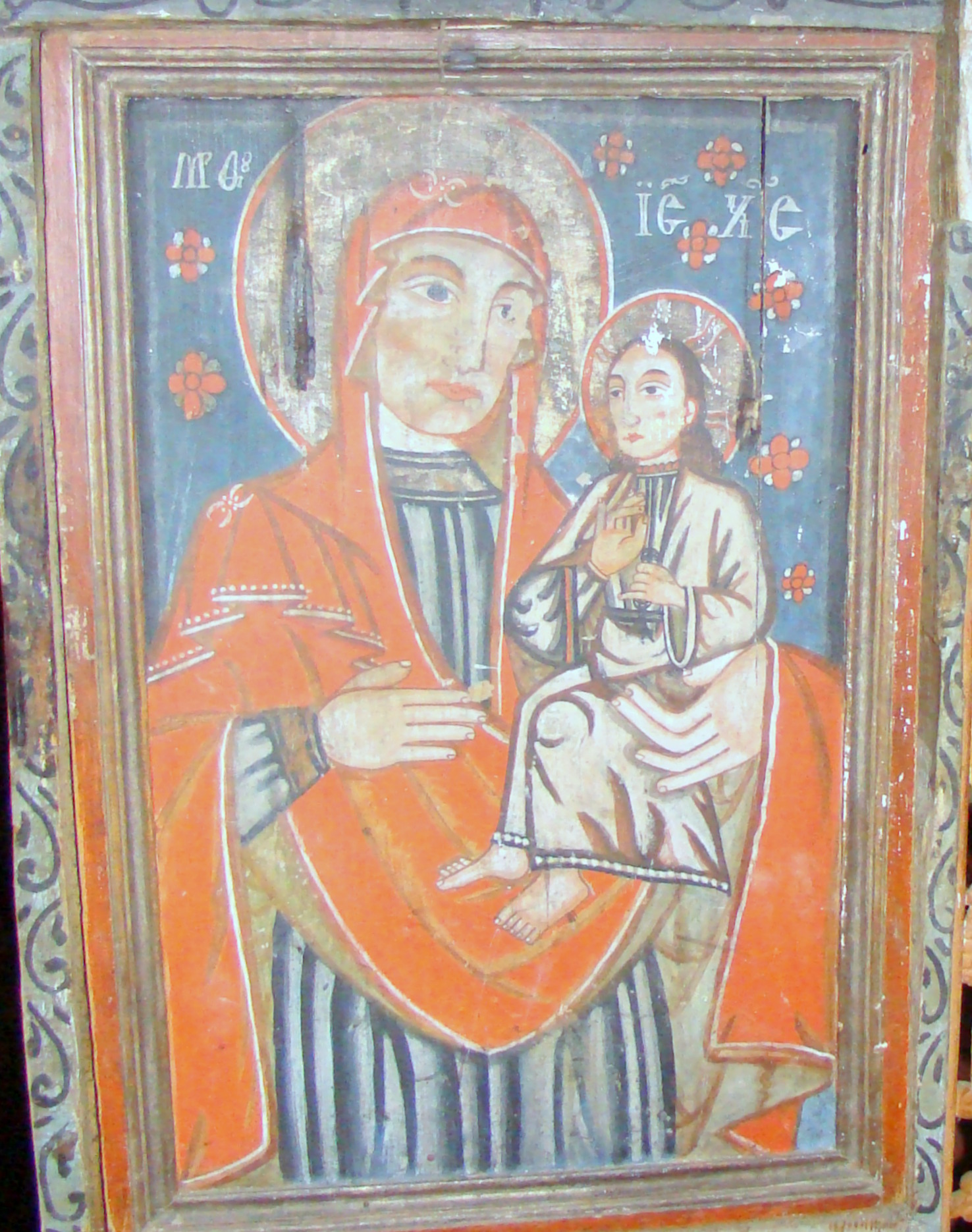
Icoană împărătească: Maica Domnului cu Pruncul

Biserica de lemn din Libotin, comuna Cupșeni, județul Maramureș datează din anul 1671. Are hramul „Sfinții Arhangheli Mihail și Gavriil”. Biserica se află pe noua listă a monumentelor istorice sub codul LMI:  MM-II-m-A-04596.

## Istoric
Biserica este datată de o inscripție deasupra intrării în biserică, pe portal, din anul 1671. Conform tradiției, biserica a fost inițial construită în Remetea Chioarului. Ea a fost mutată și reconstruită în Libotin în jurul anului 1810, pentru o comunitate unită, probabil desprinsă de cea ortodoxă, într-o perioadă de mobilitate confesională. După mutare, biserica a fost înzestrată cu icoane și pictură parietală. Pictura parietală păstrează o inscripție în naos, pe care se poate încă citi: „Această sfântă bisearică sau zugrăvit în zilele ... împăratului Franțișc, întâiu arhiereu fiind Ioan Bobb, paroh fiind satului Părhaițe Pinte și Părhaițe popa Todor, care au și plătit de o au zugrăvit împreună cu maicăsa Ioană și cu soțul său Ioană, anii de la Hristos 1811.”
Acoperișul Bisericii „Sfinții Arhangheli” a fost refăcut recent, iar în vara acestui an (2009) va fi restaurată și pictura, de către același specialist care a lucrat și la restaurarea picturii bisericii din Rogoz.
În vecinătatea acestei biserici, a mai existat o biserică de lemn, la fel de veche, care a ars din păcate, în 1976. Pe locul ei, a fost ridicată o nouă biserică de zid, care are același hram cu cel al bisericii de lemn dispărute, „Cuvioasa Paraschiva”. 

## Imagini din exterior

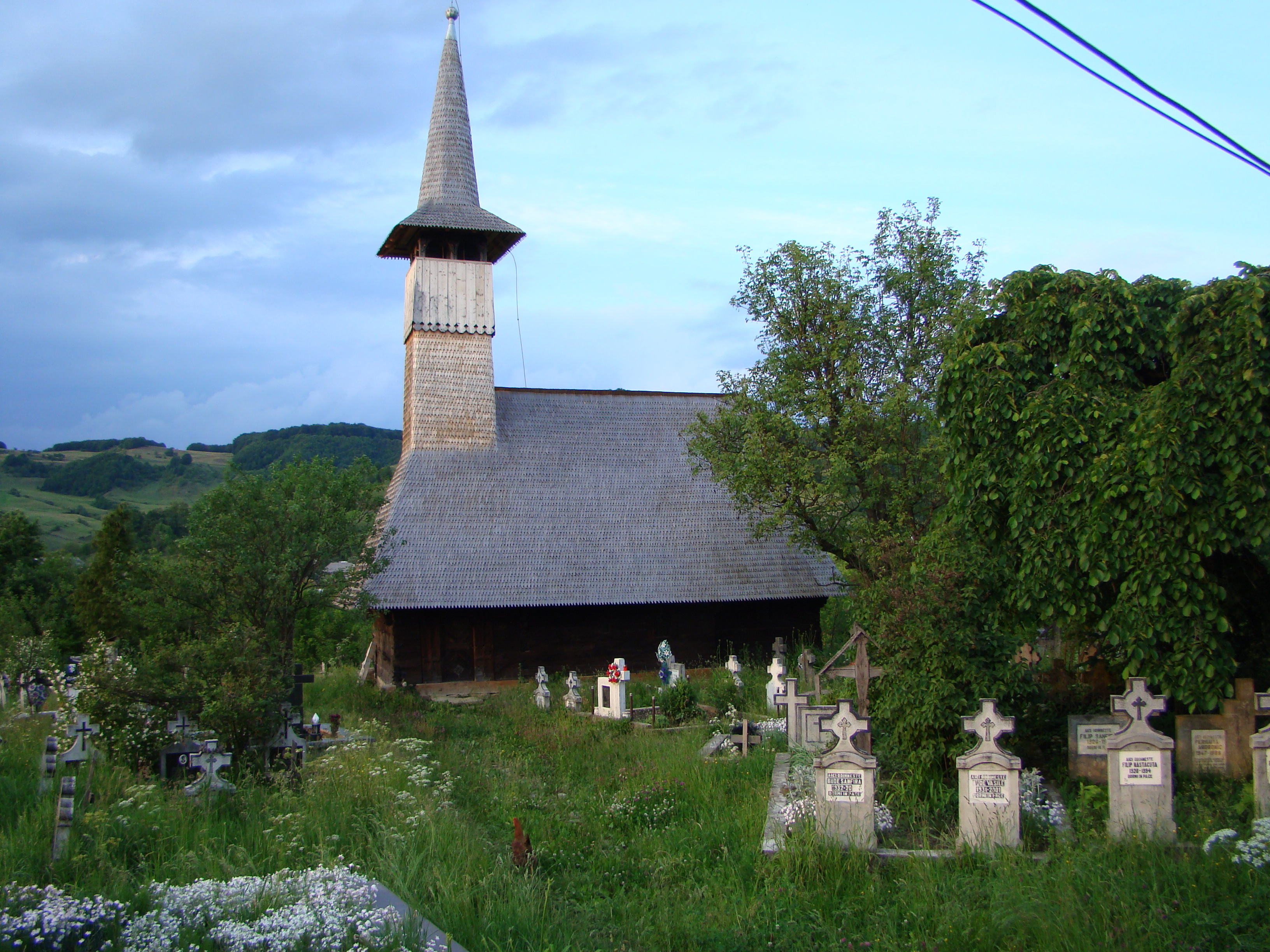
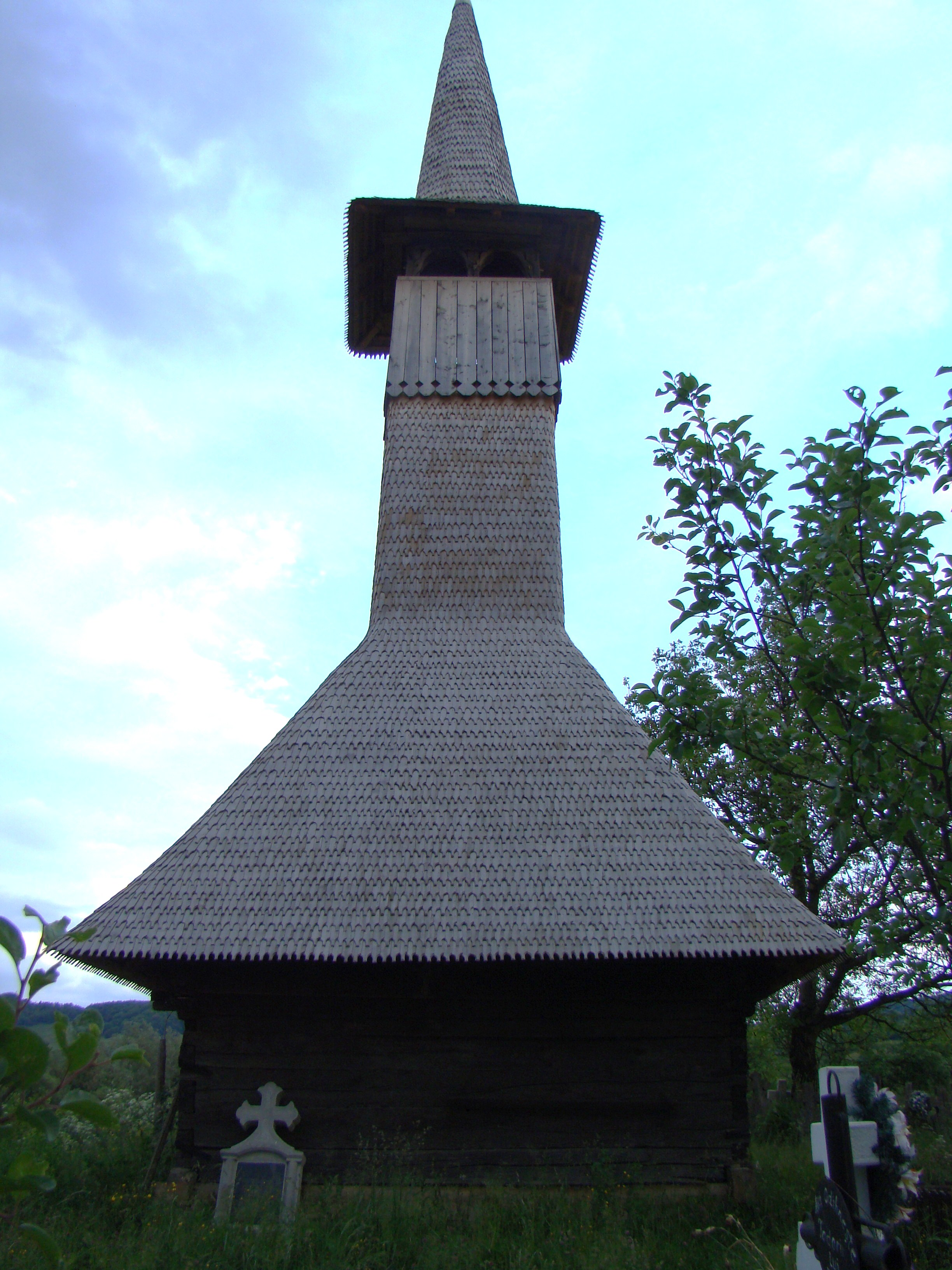
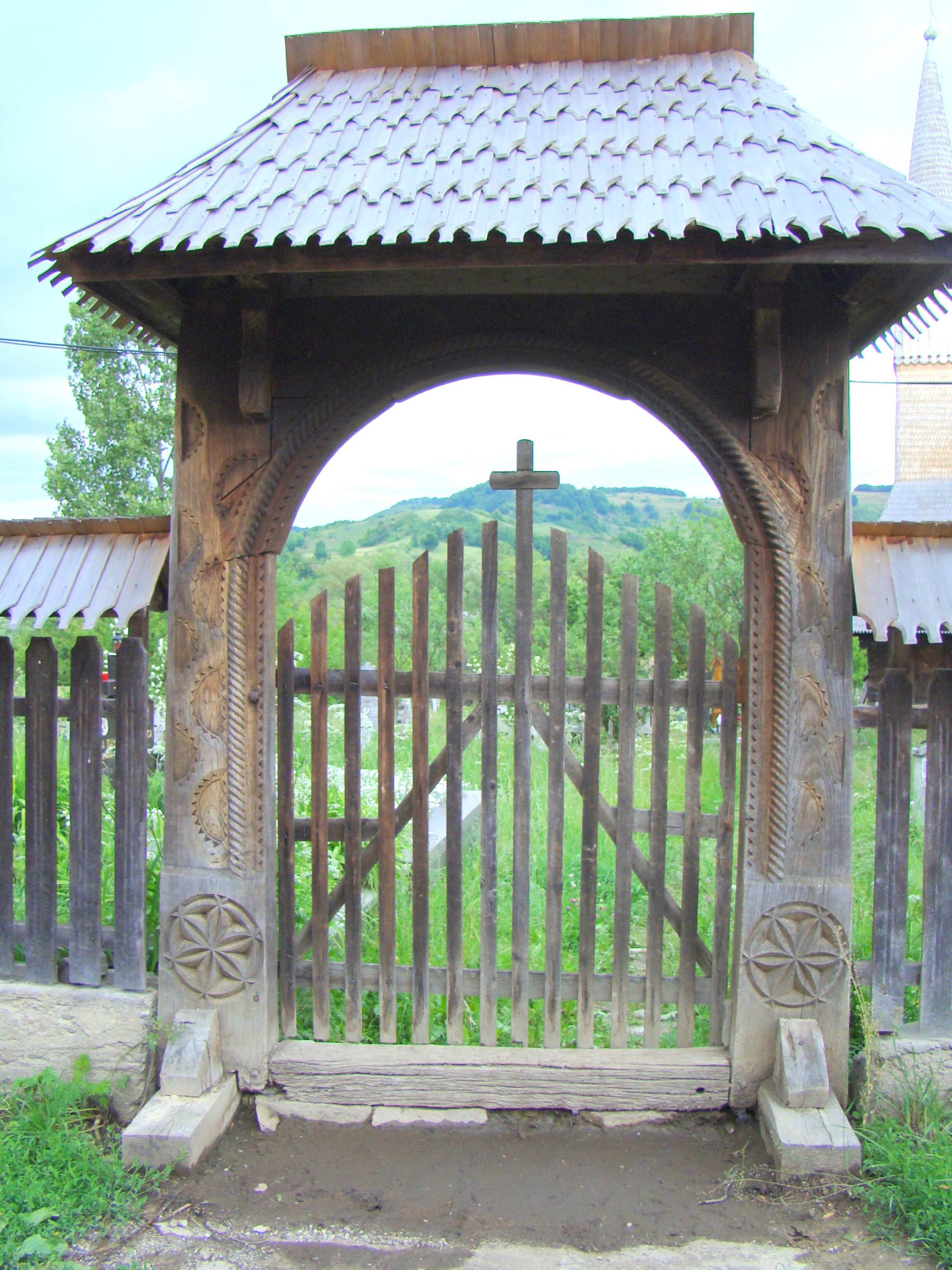
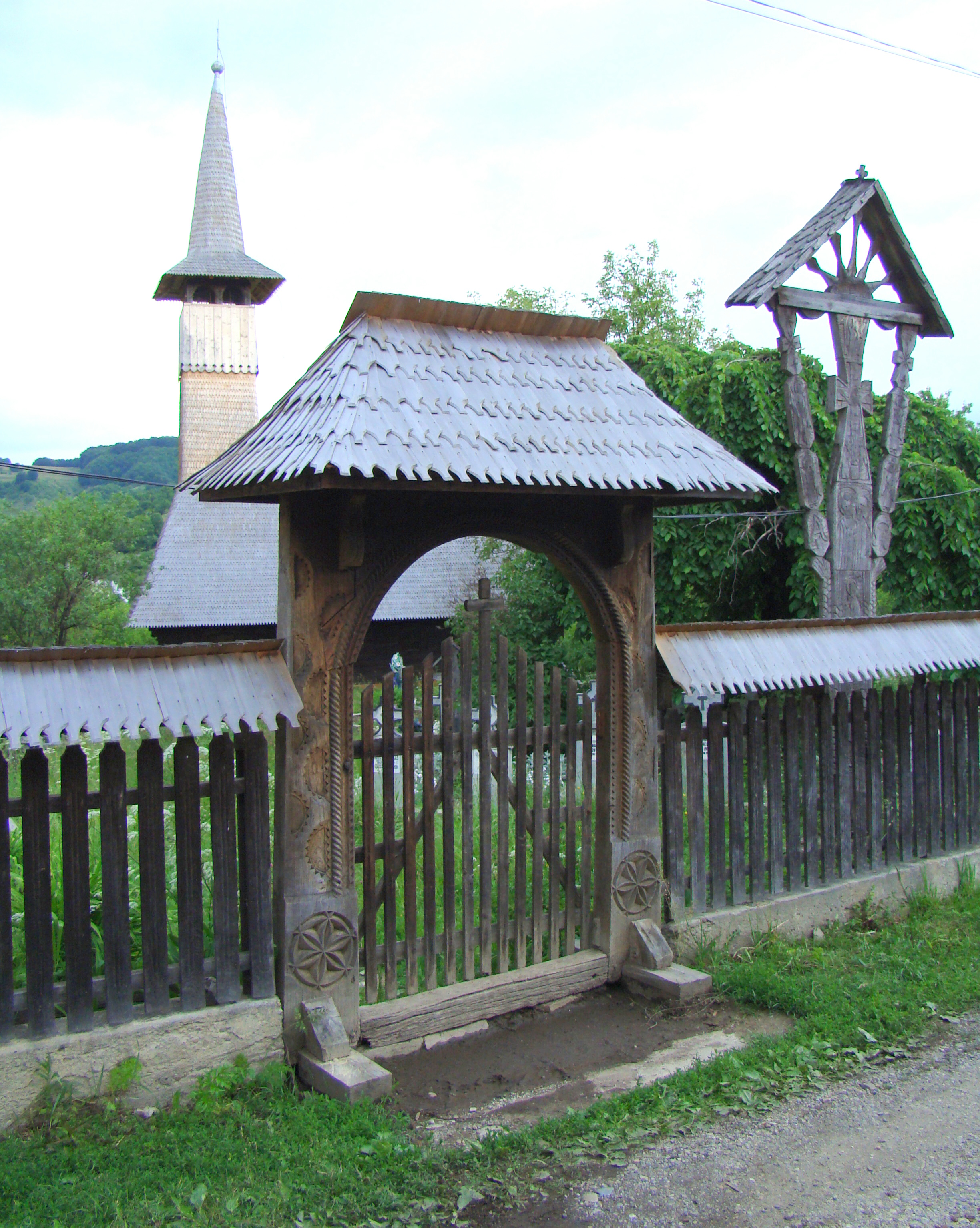
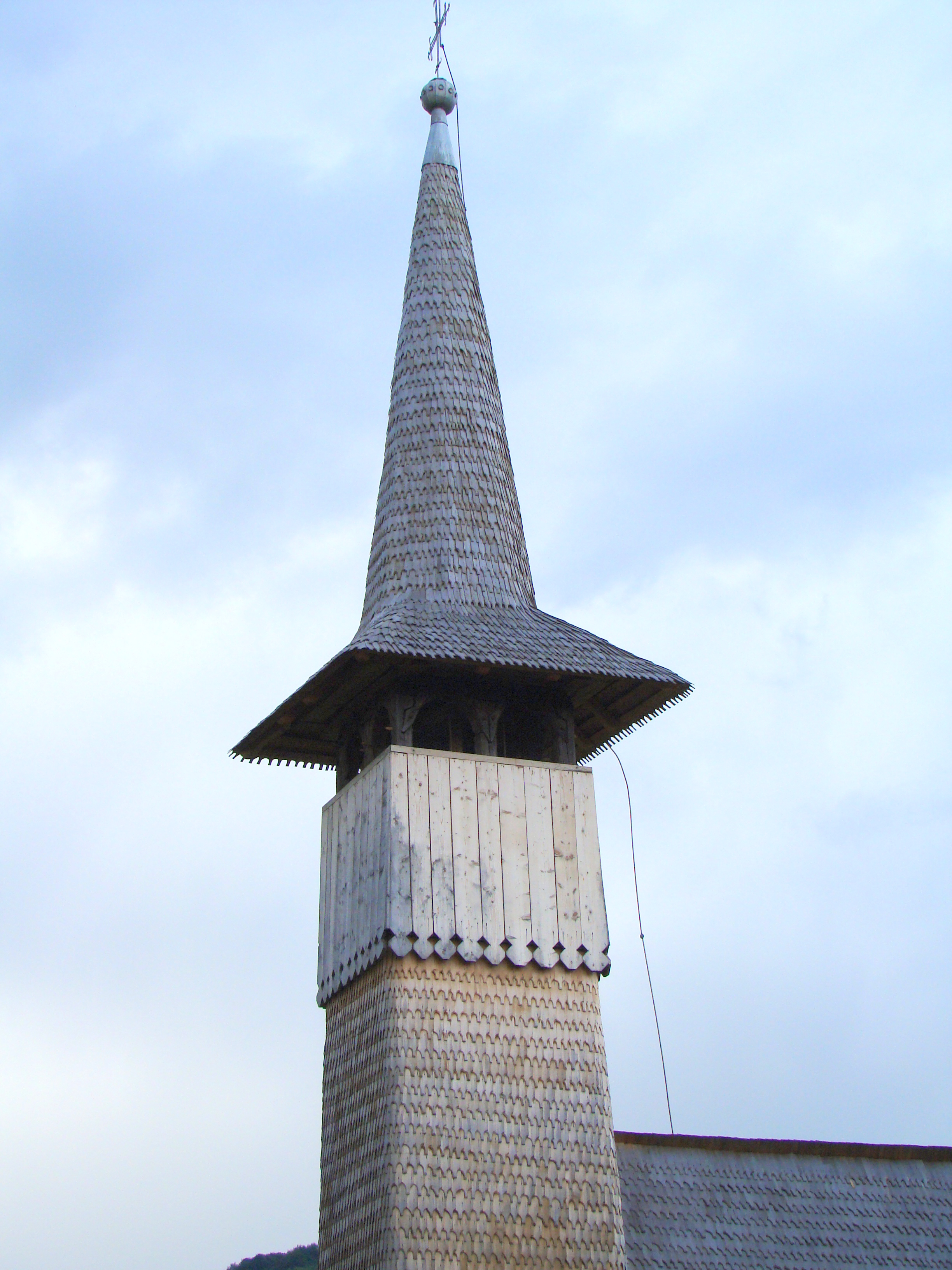
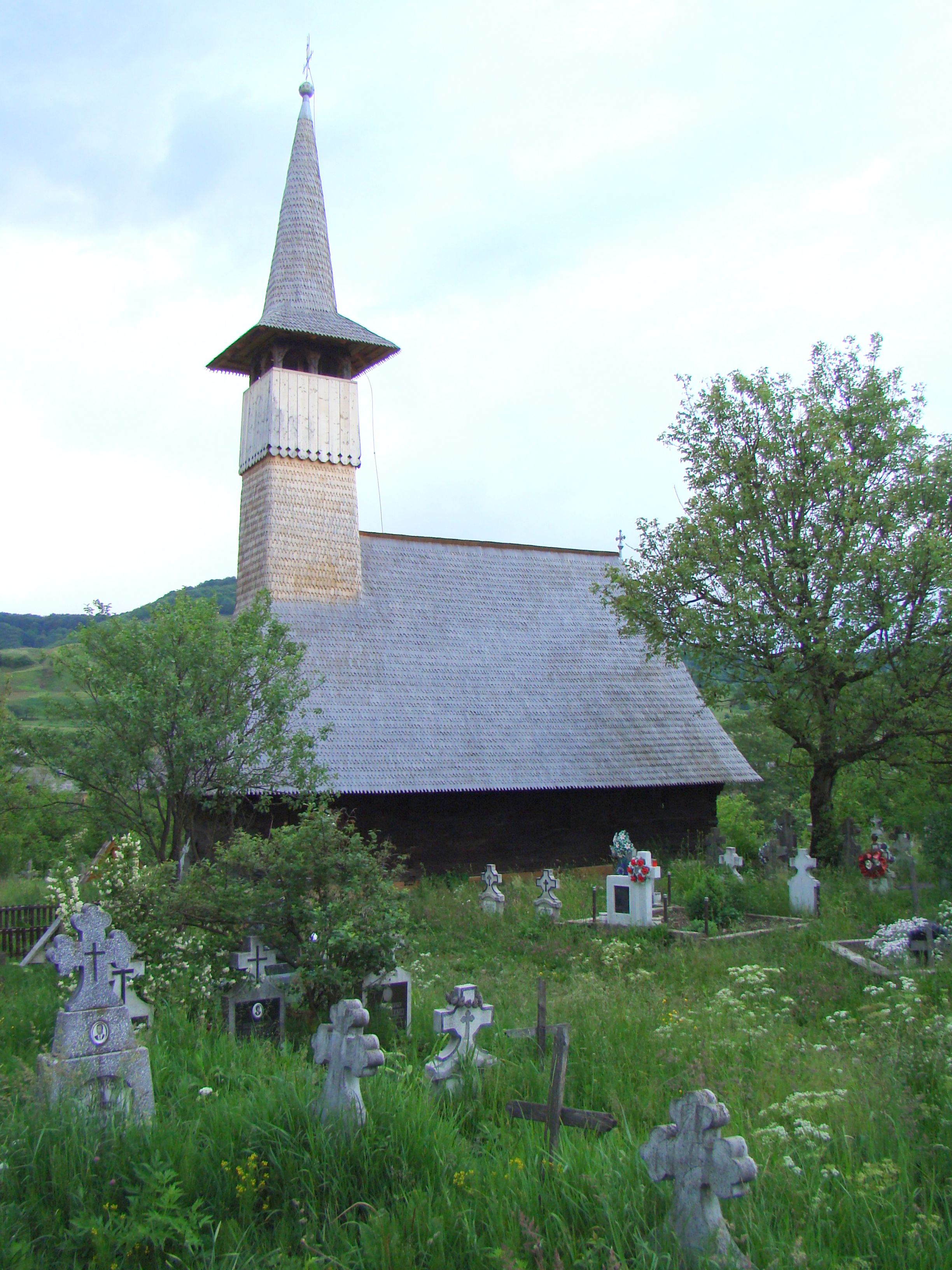
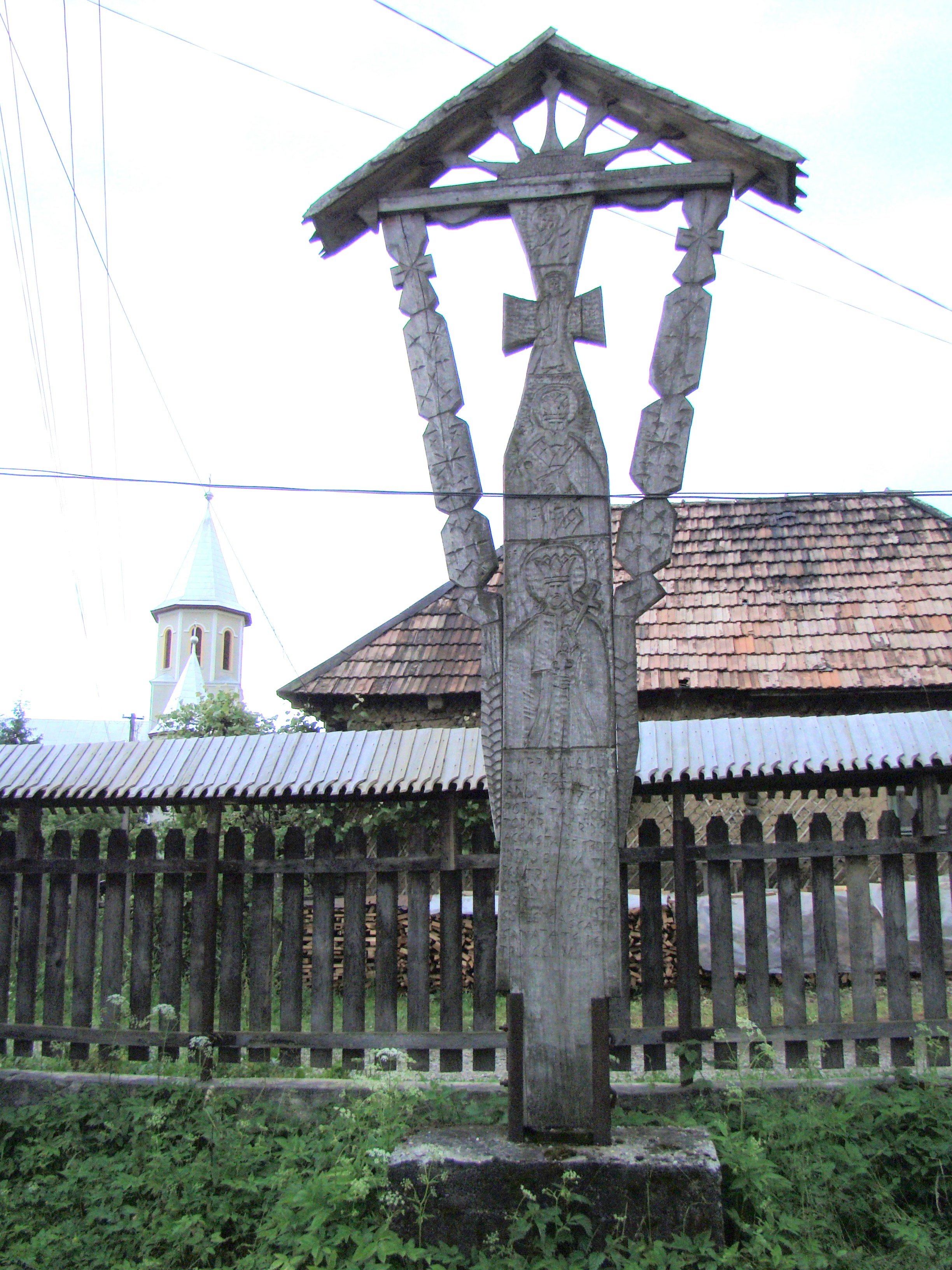
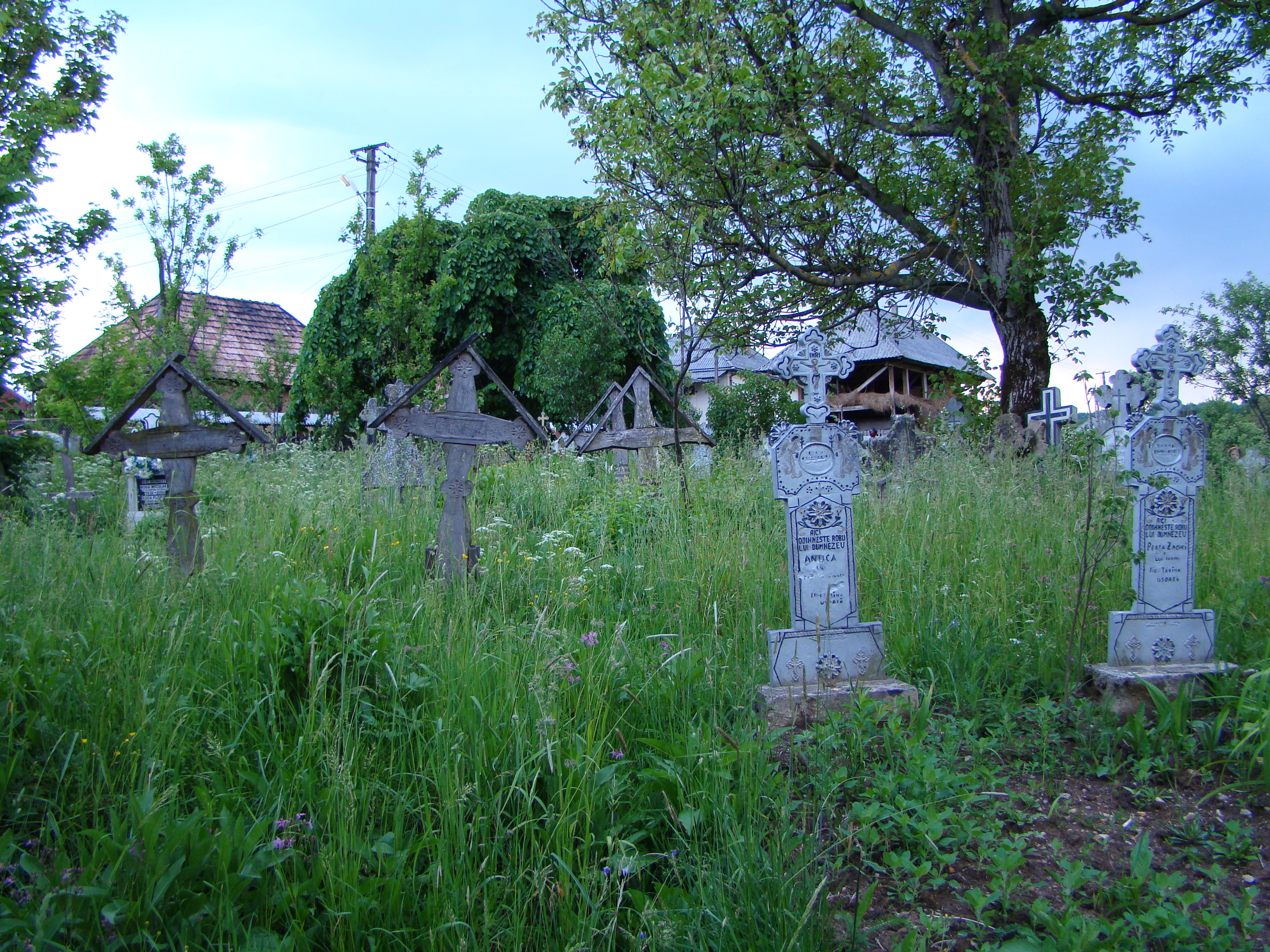
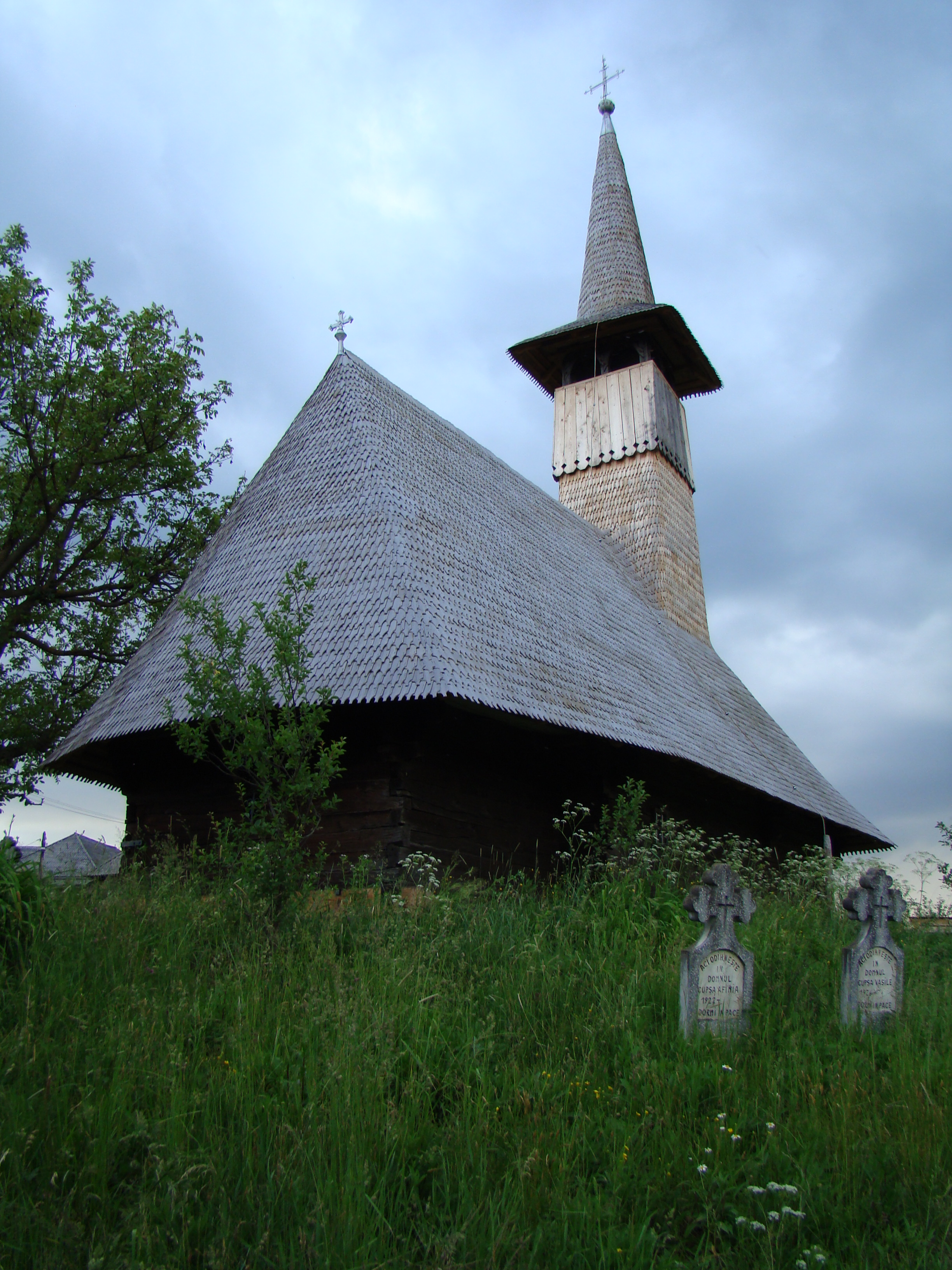
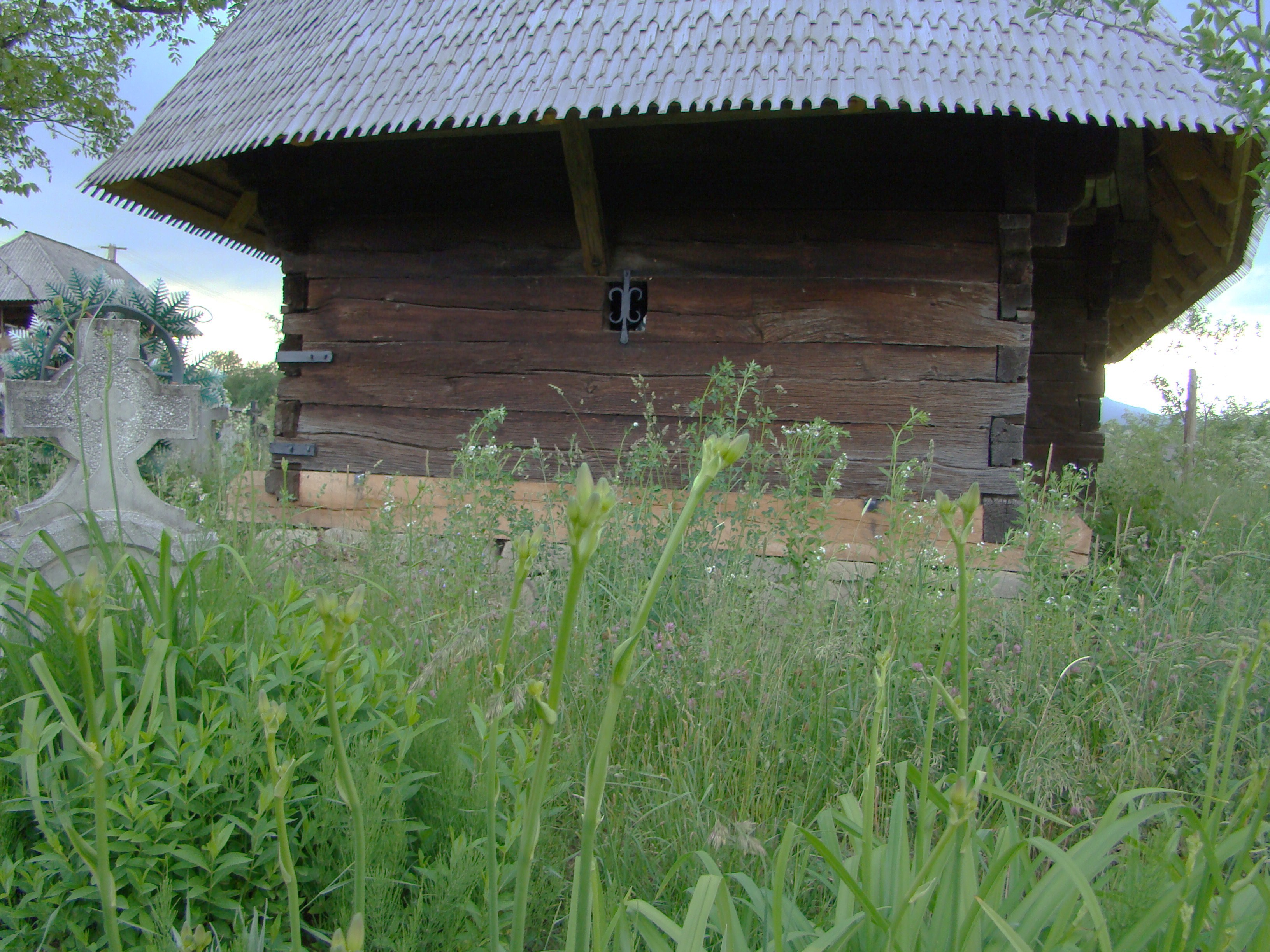
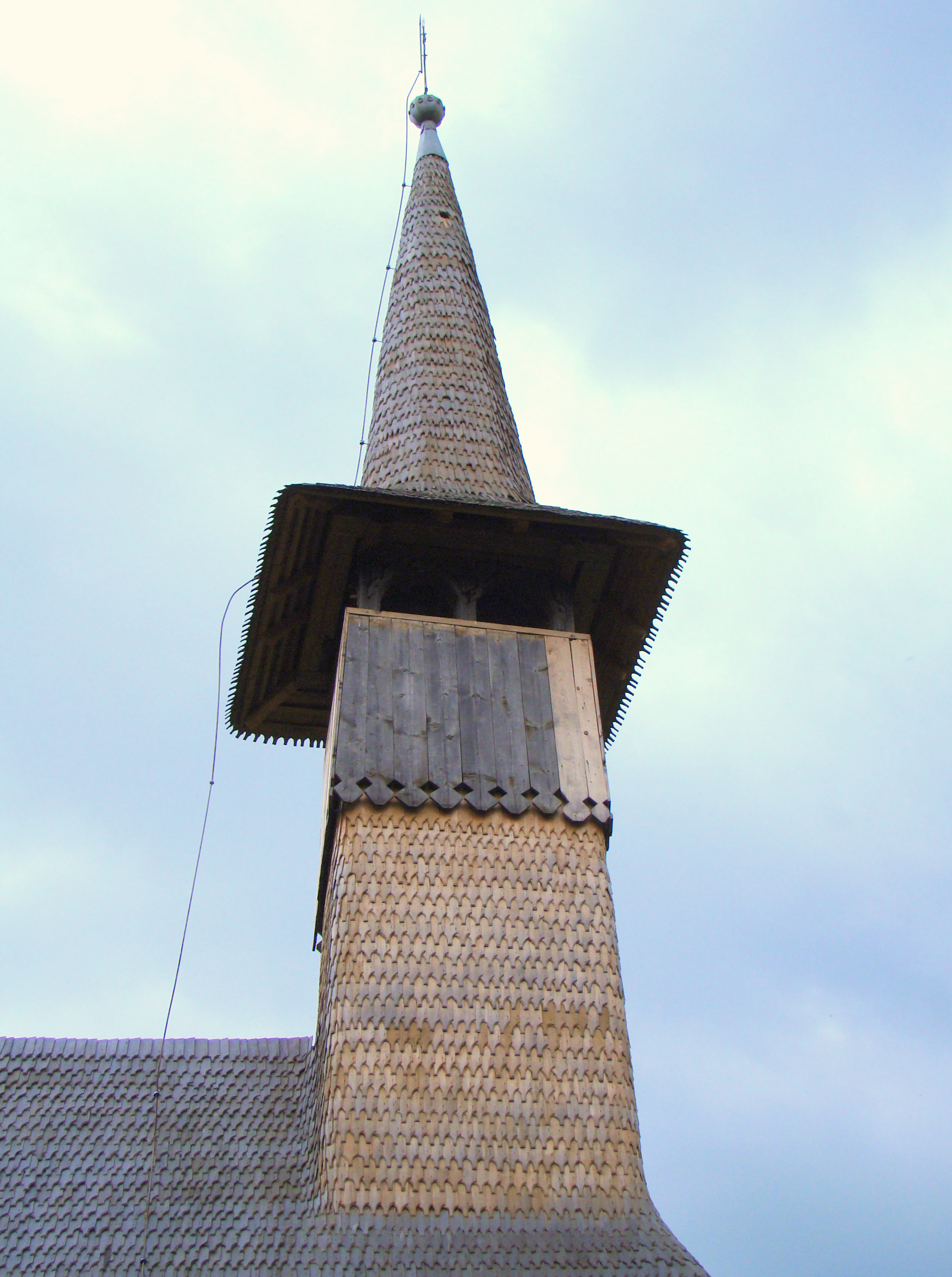
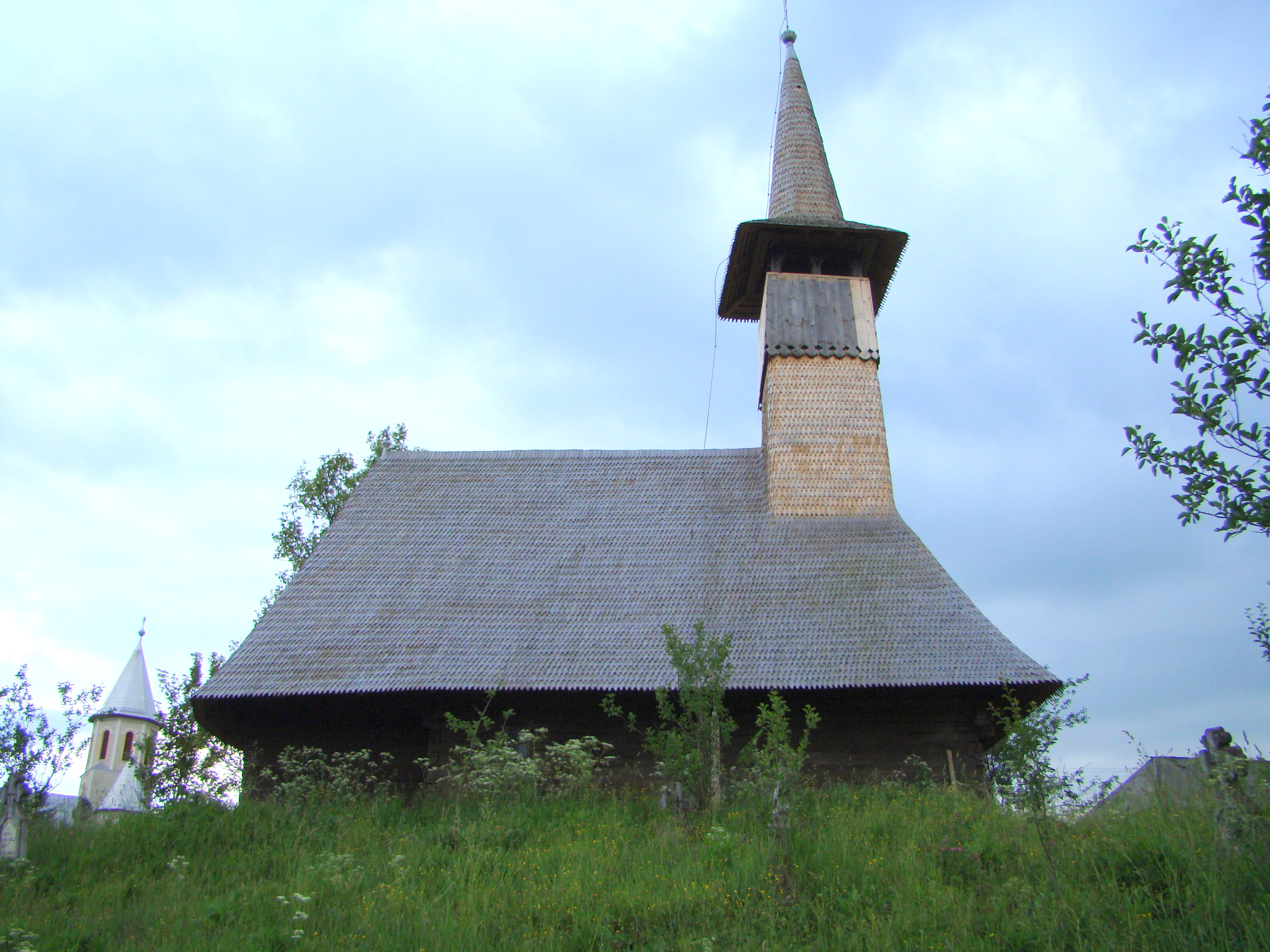
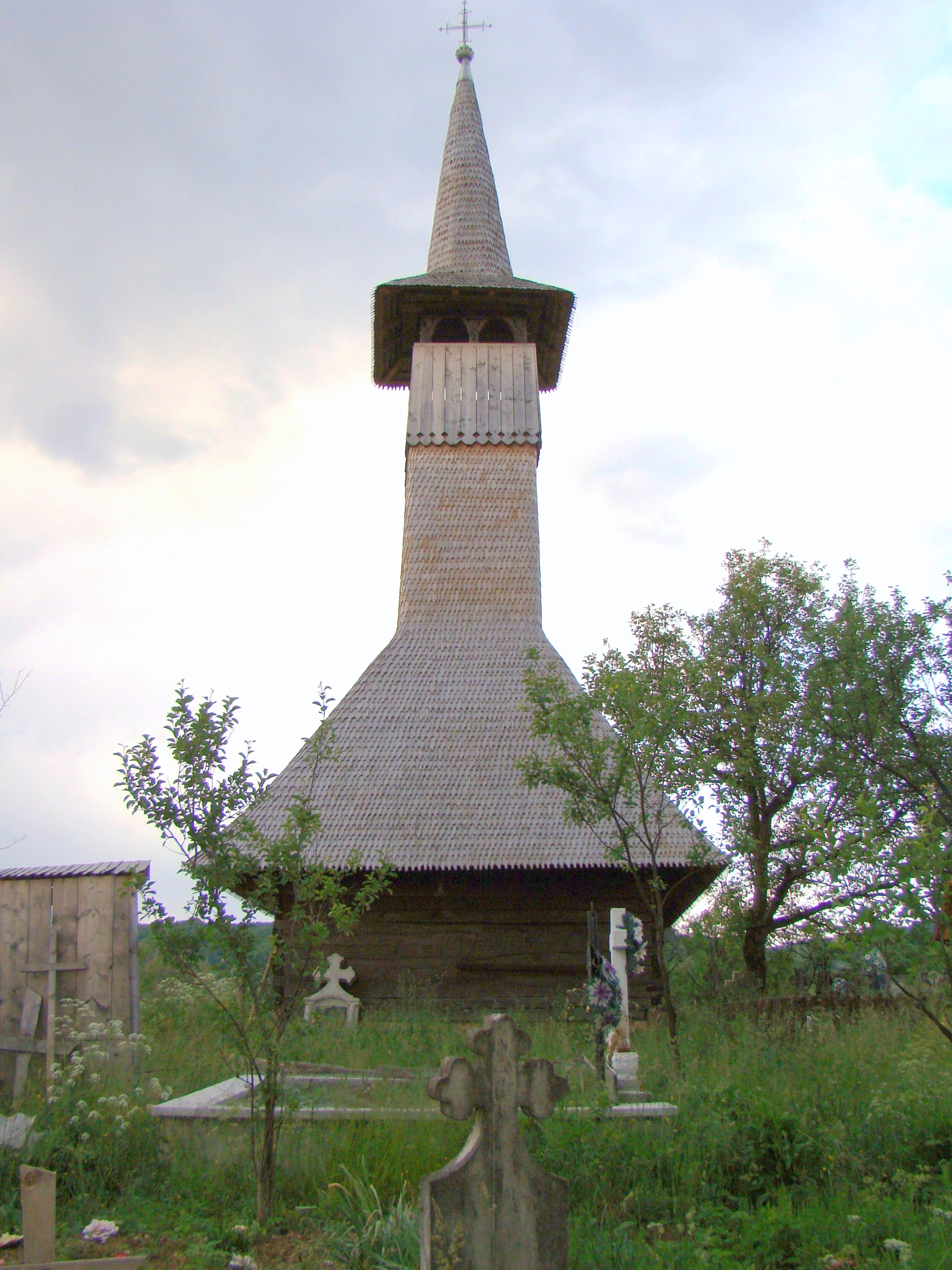
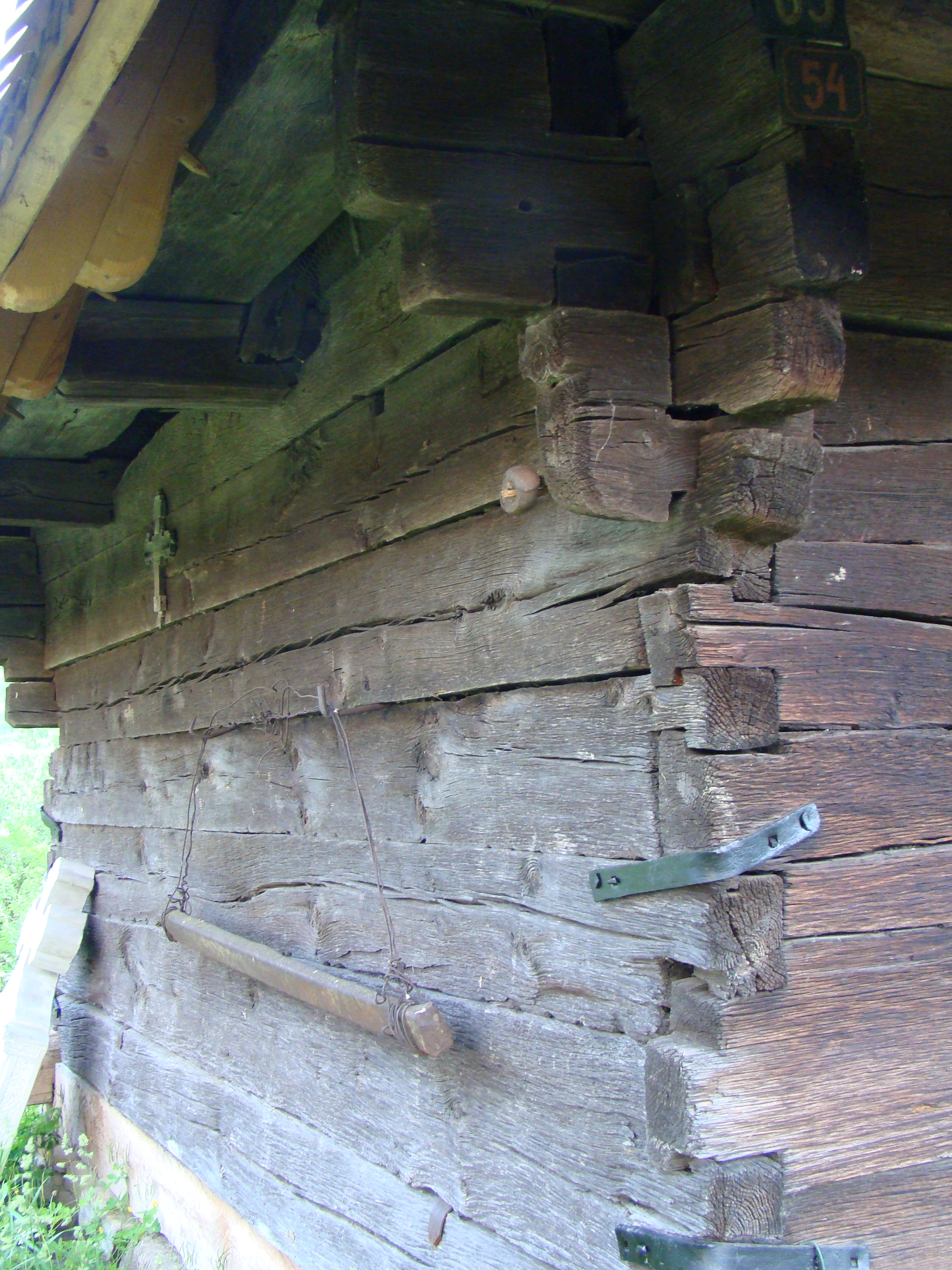
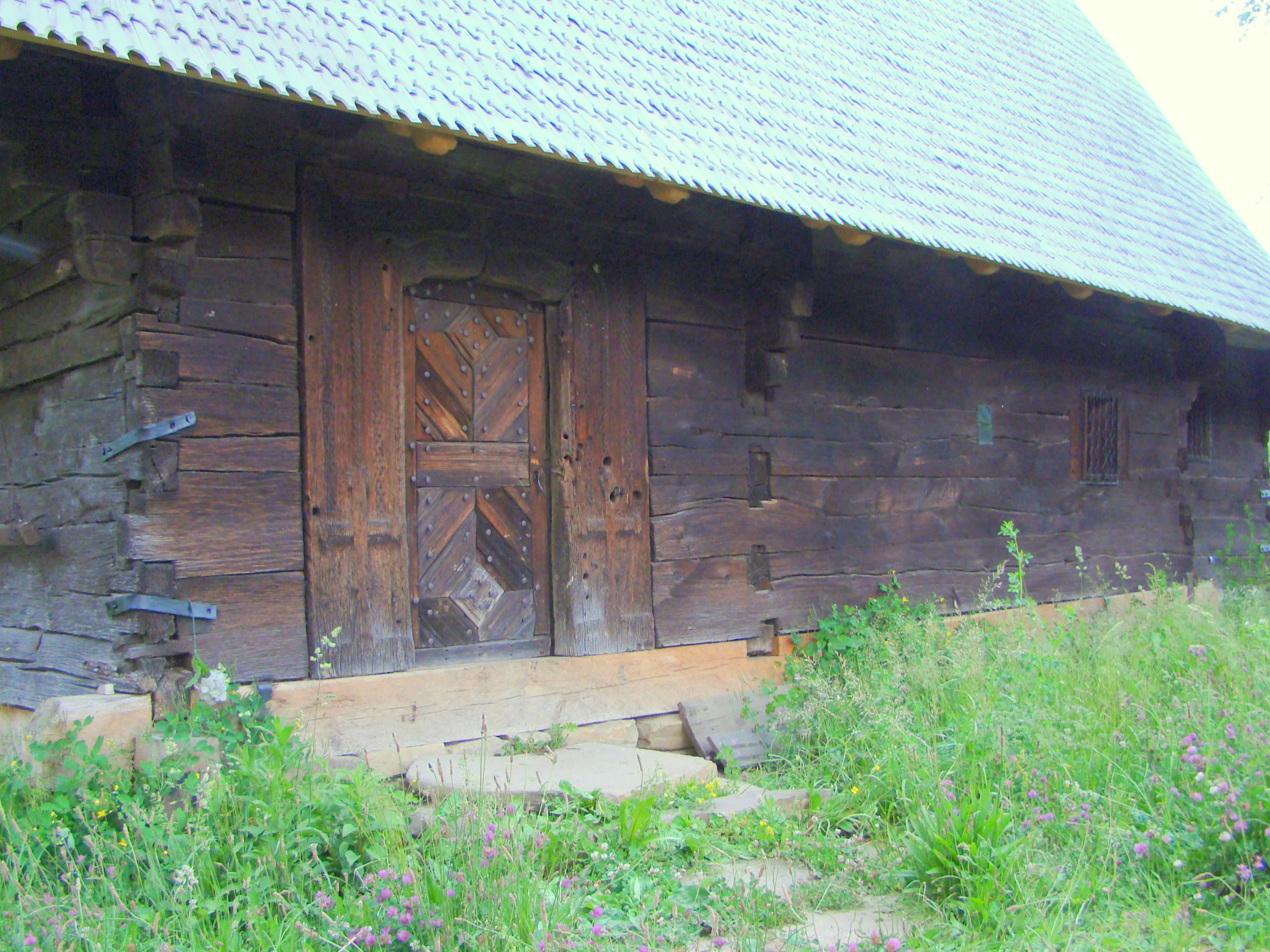
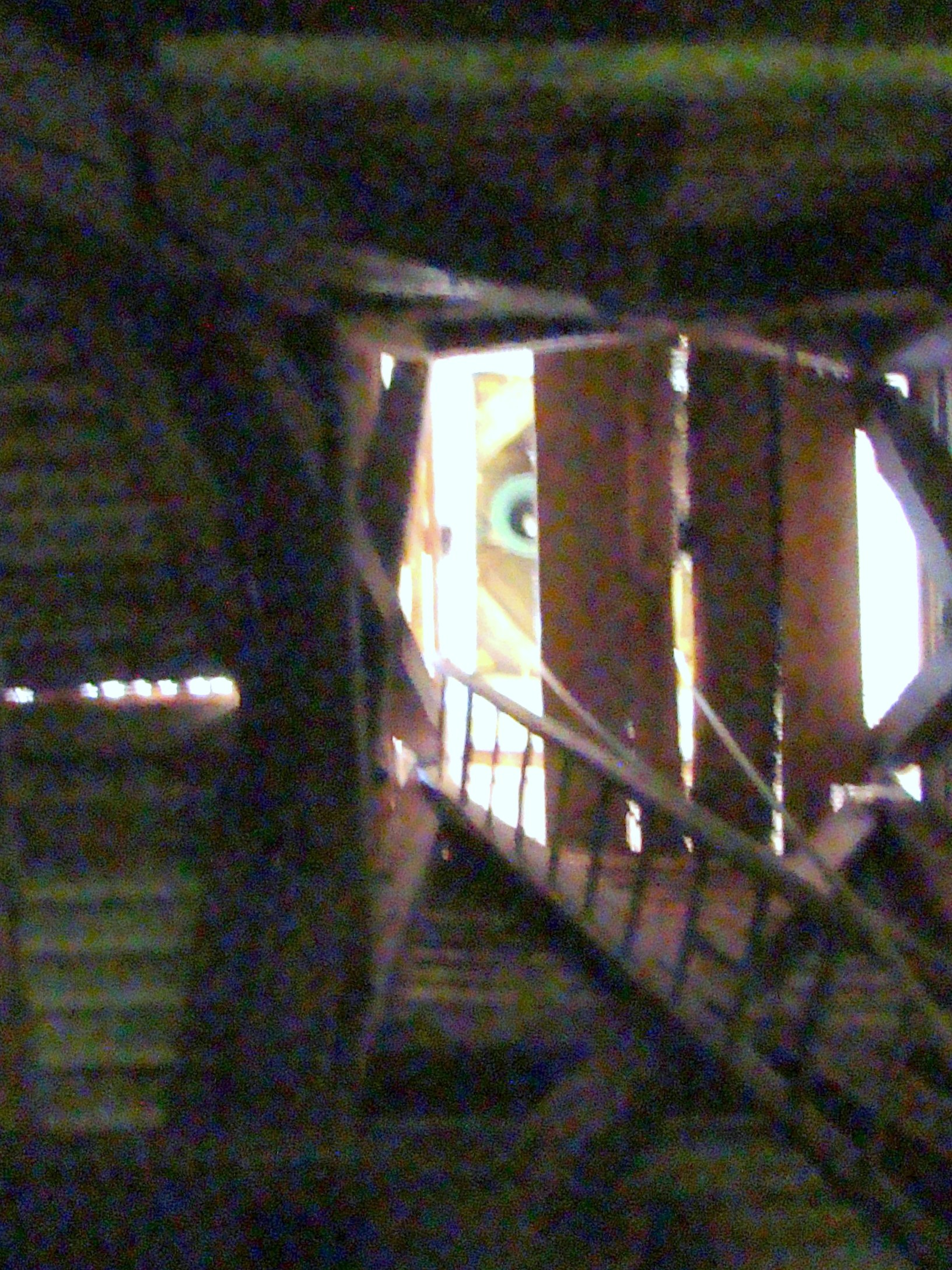
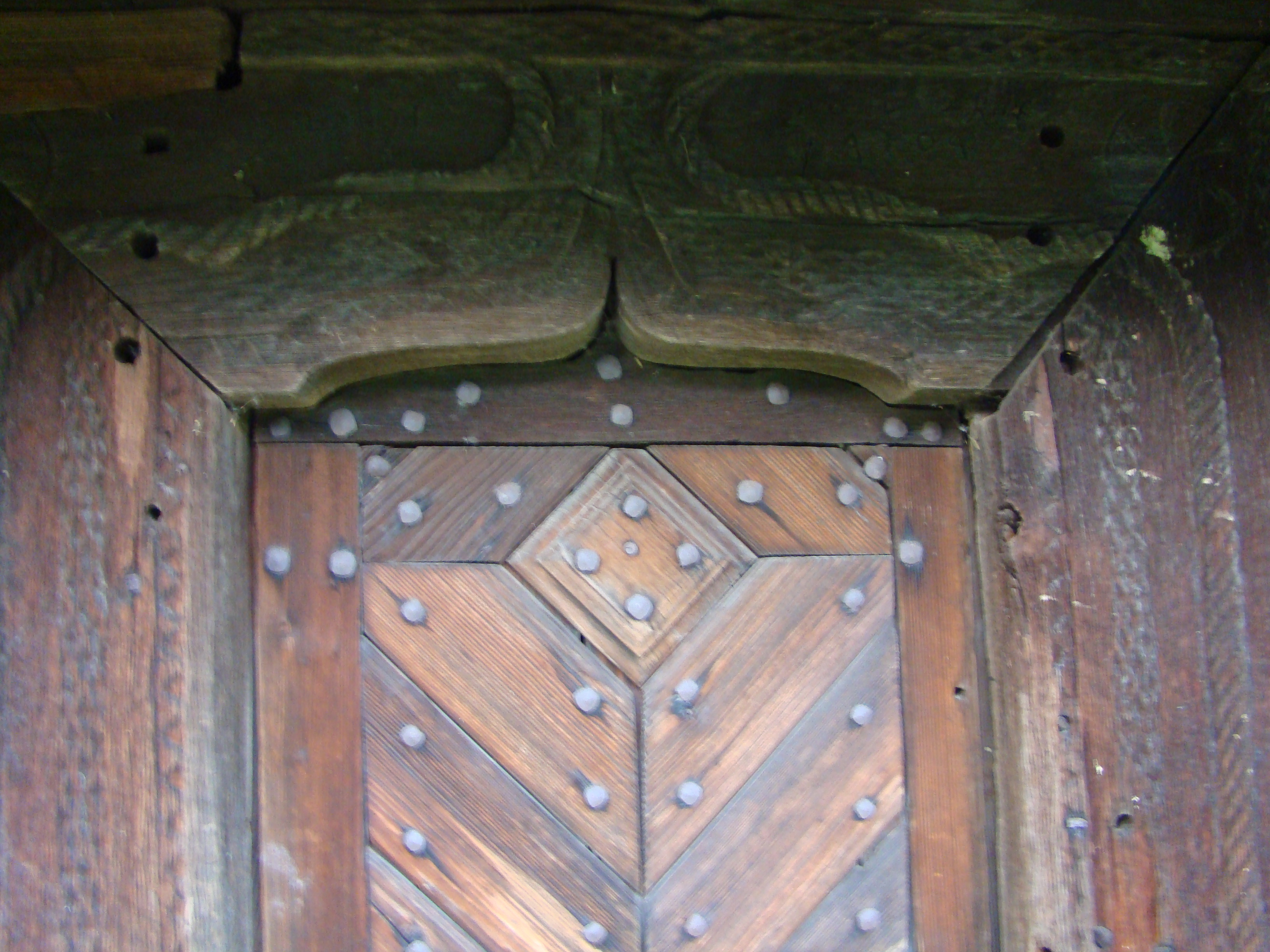
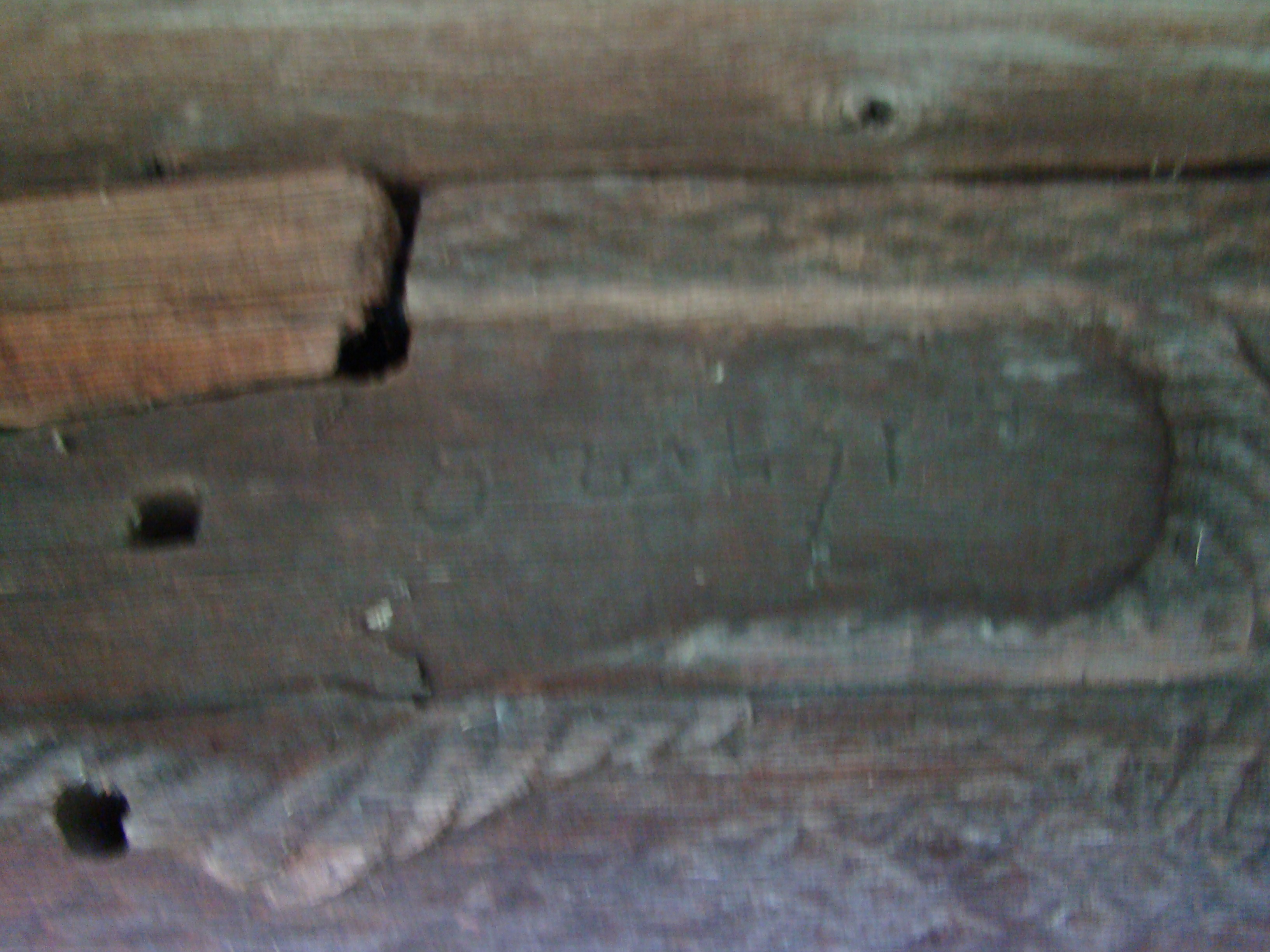
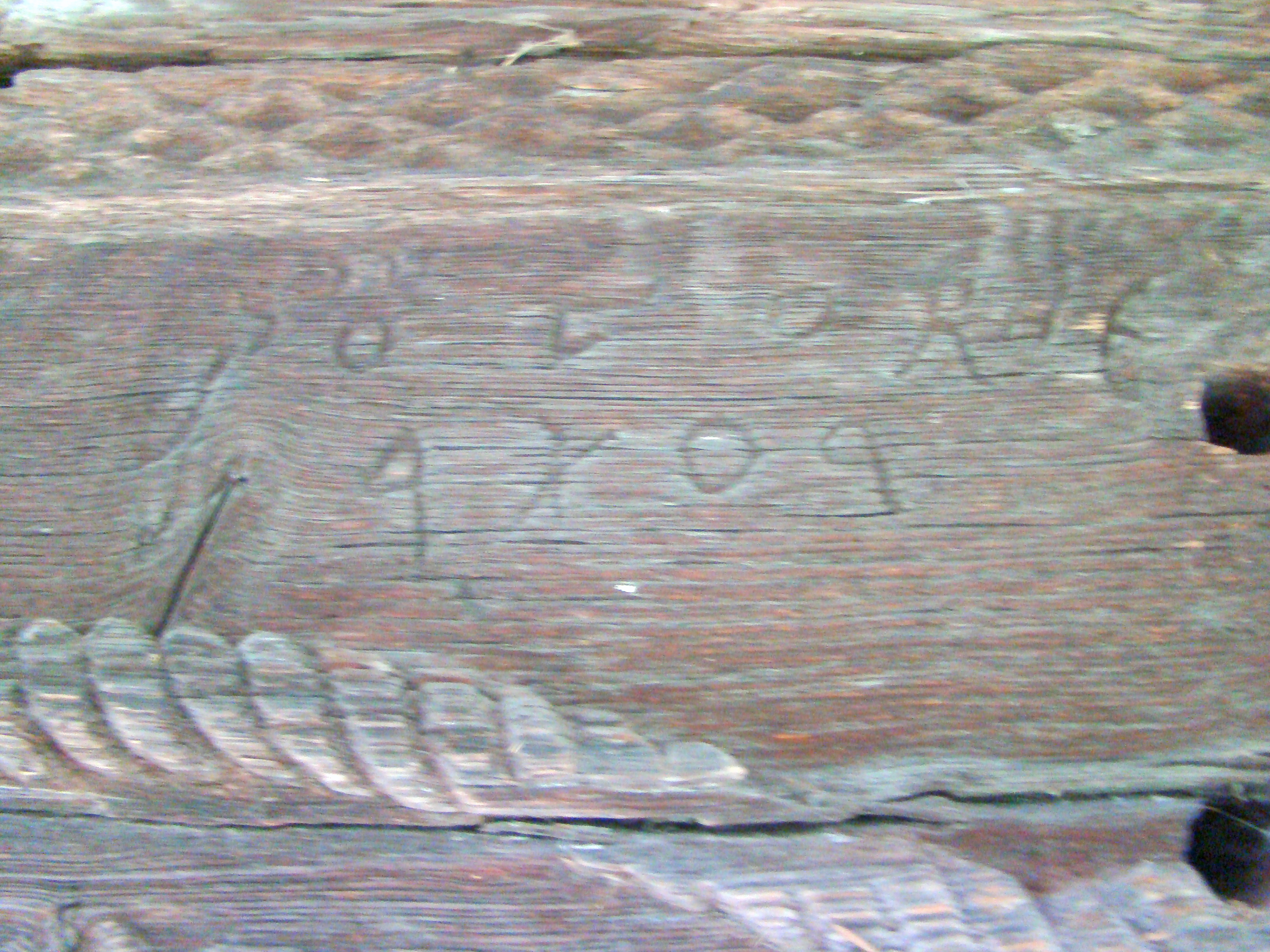
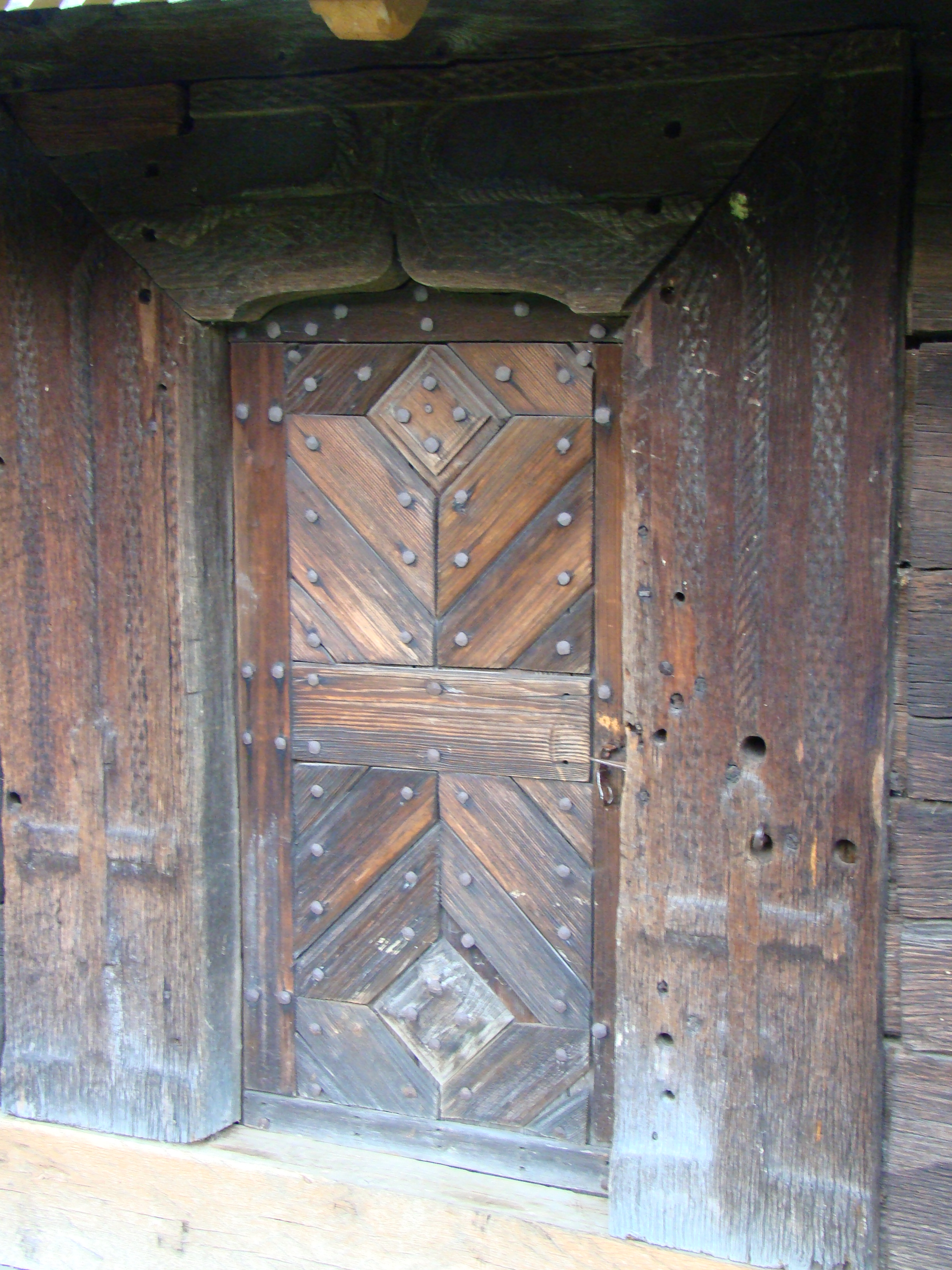
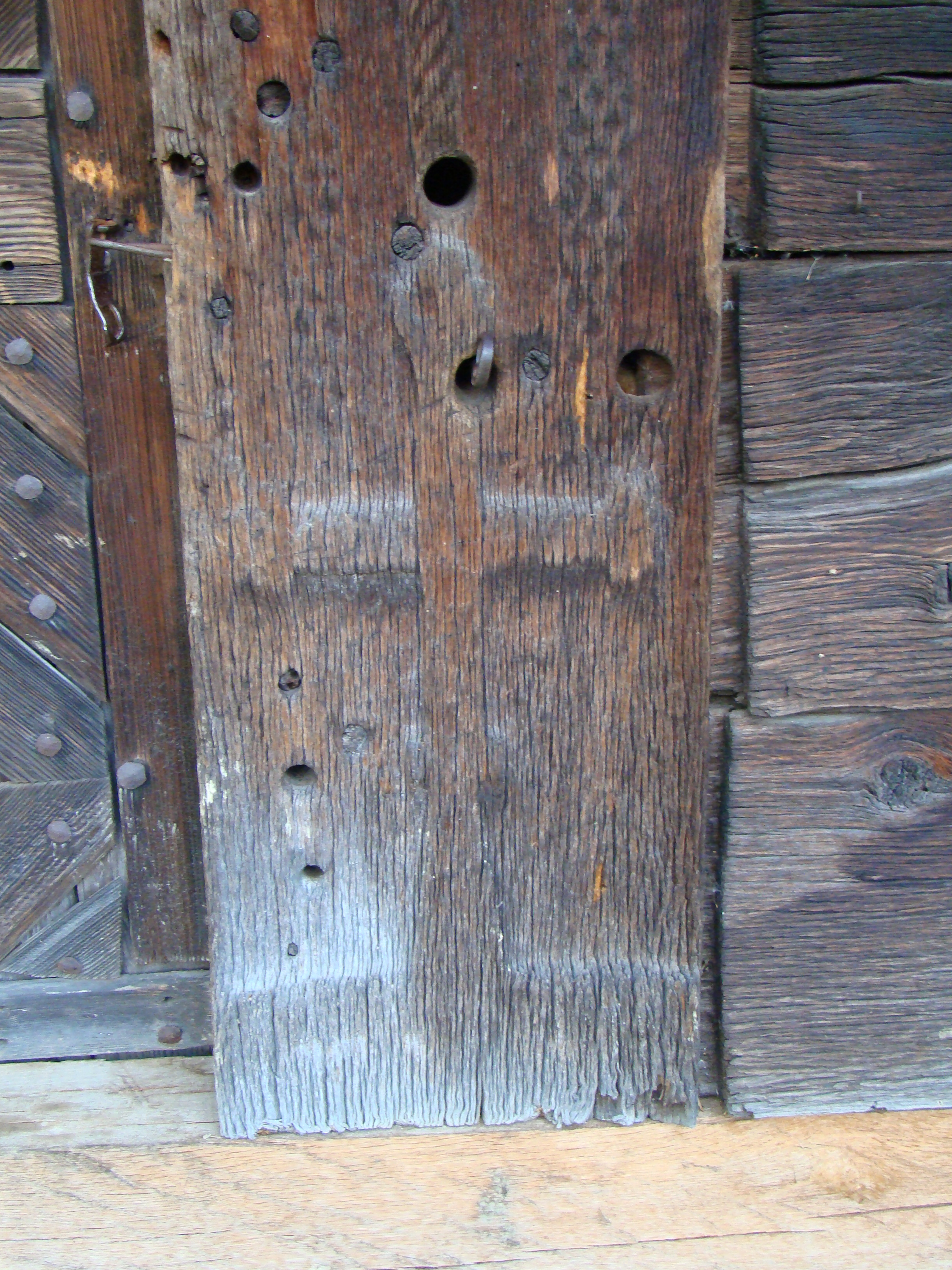
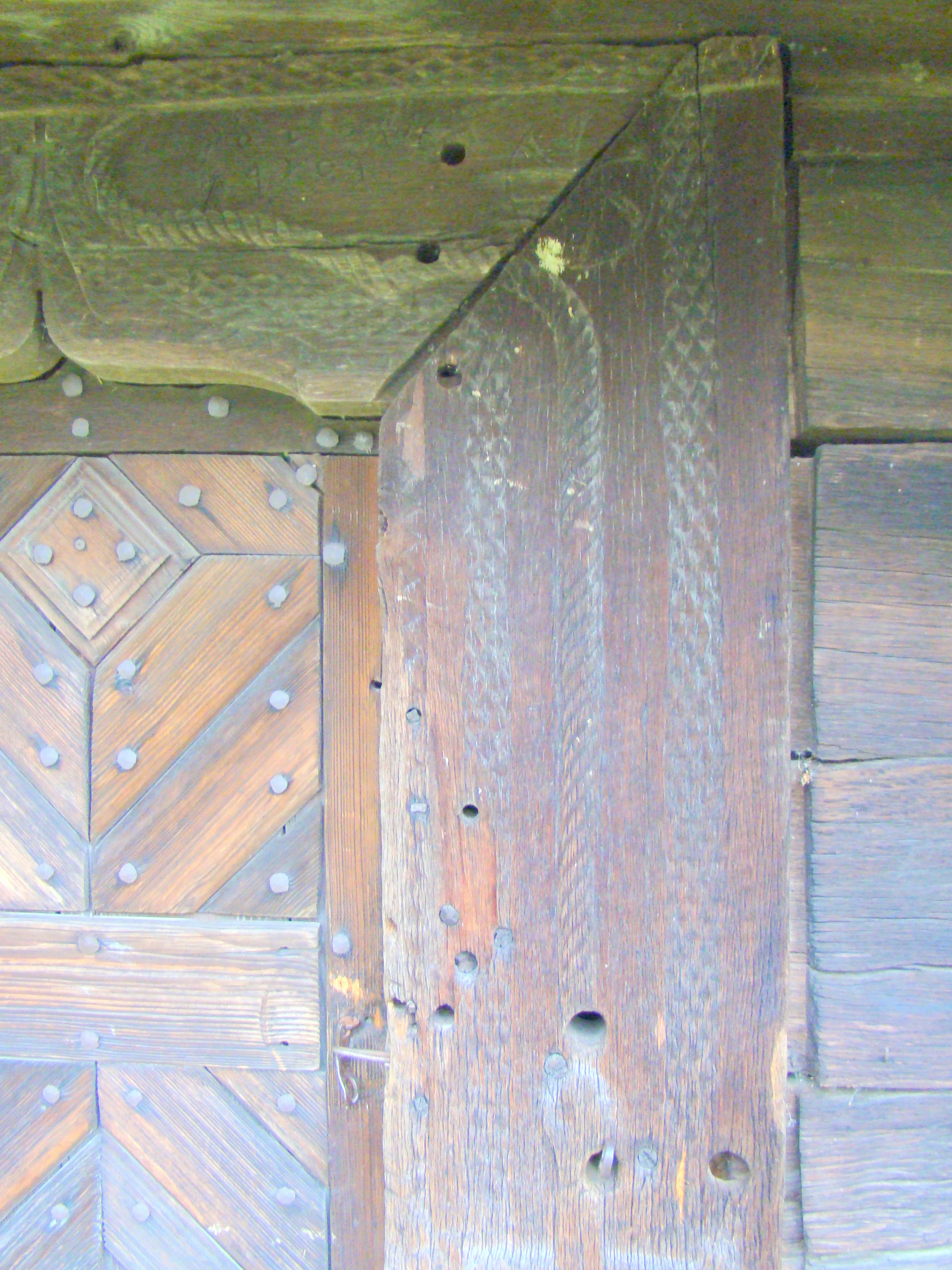
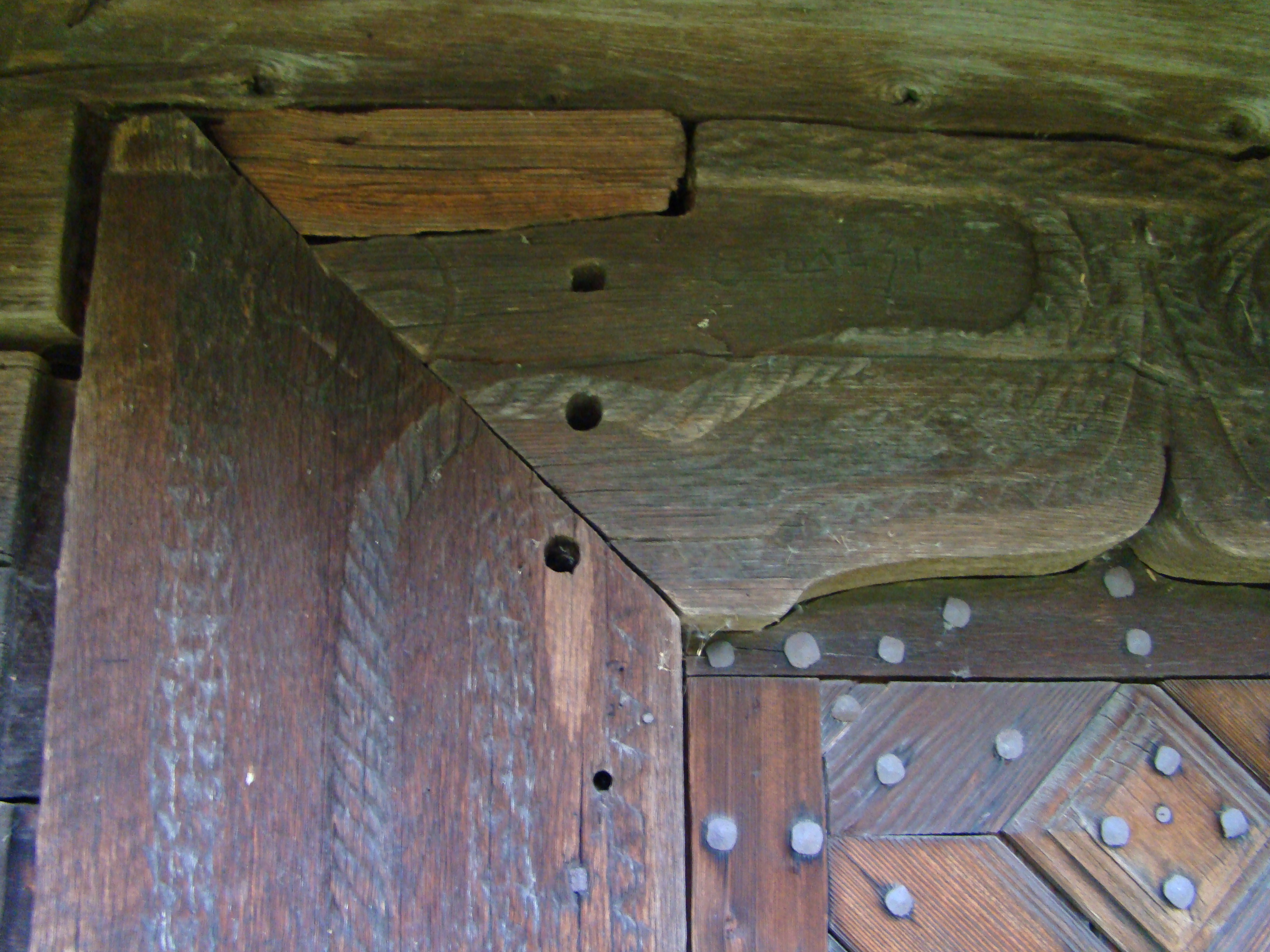
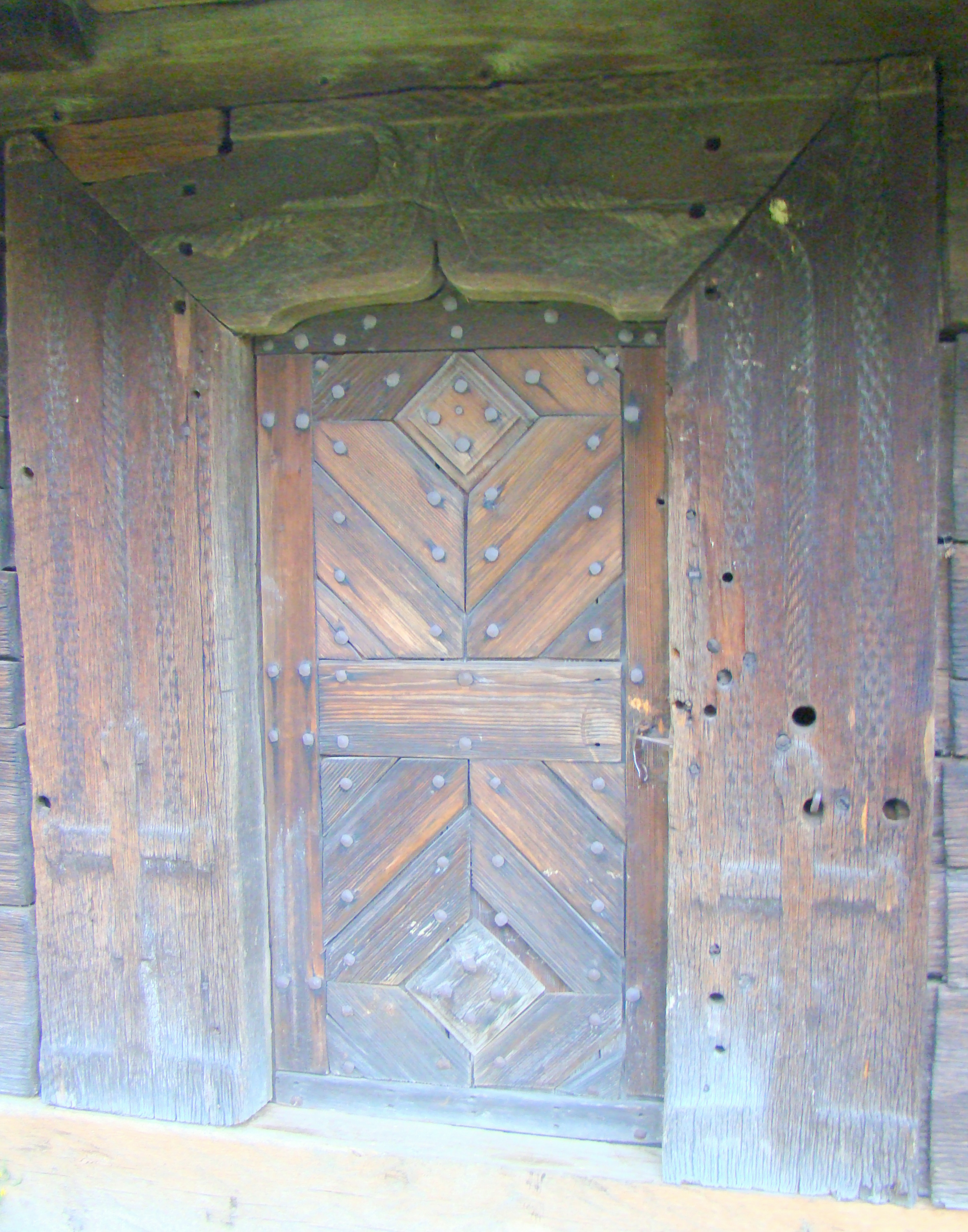

## Imagini din interior

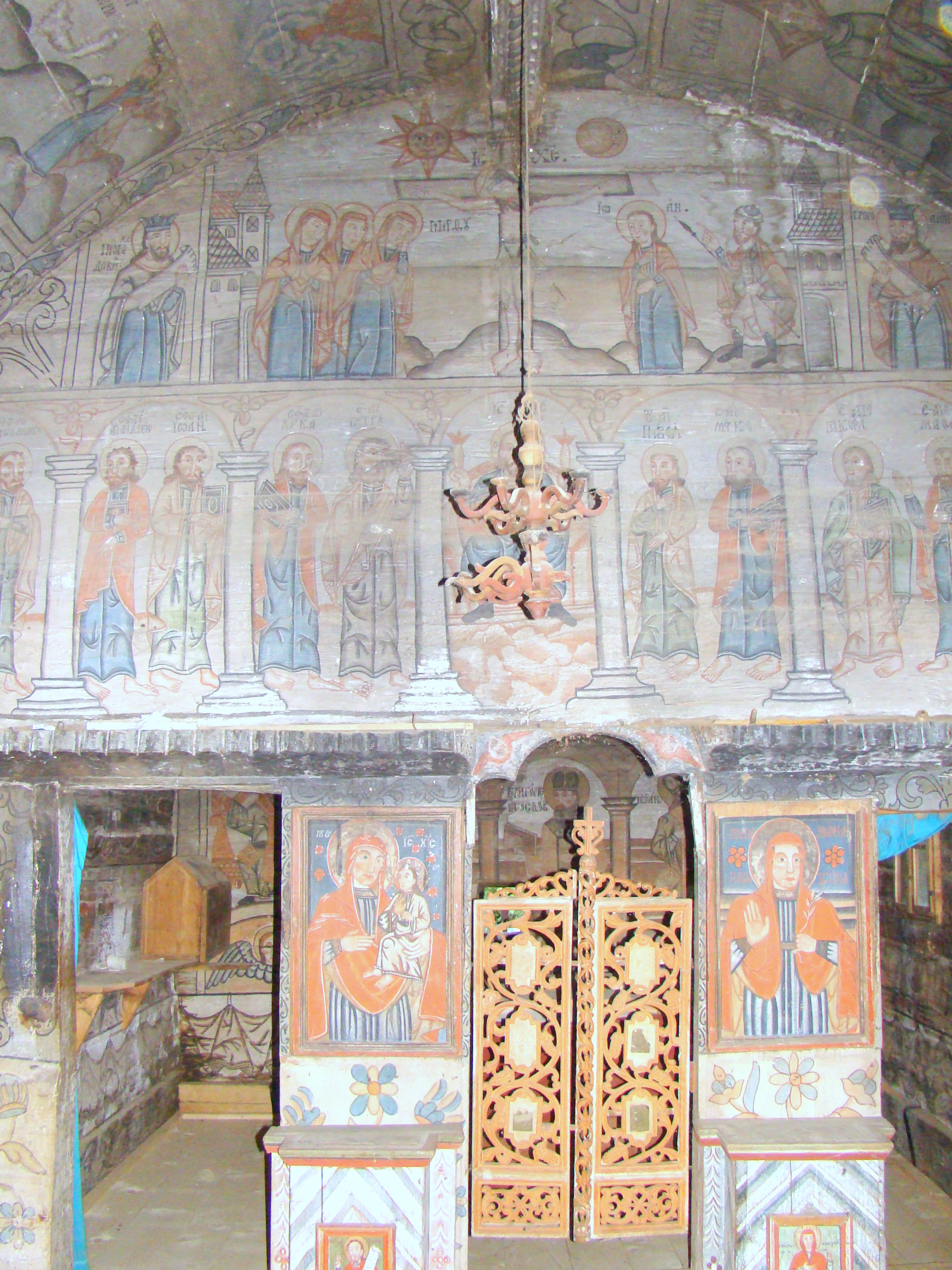
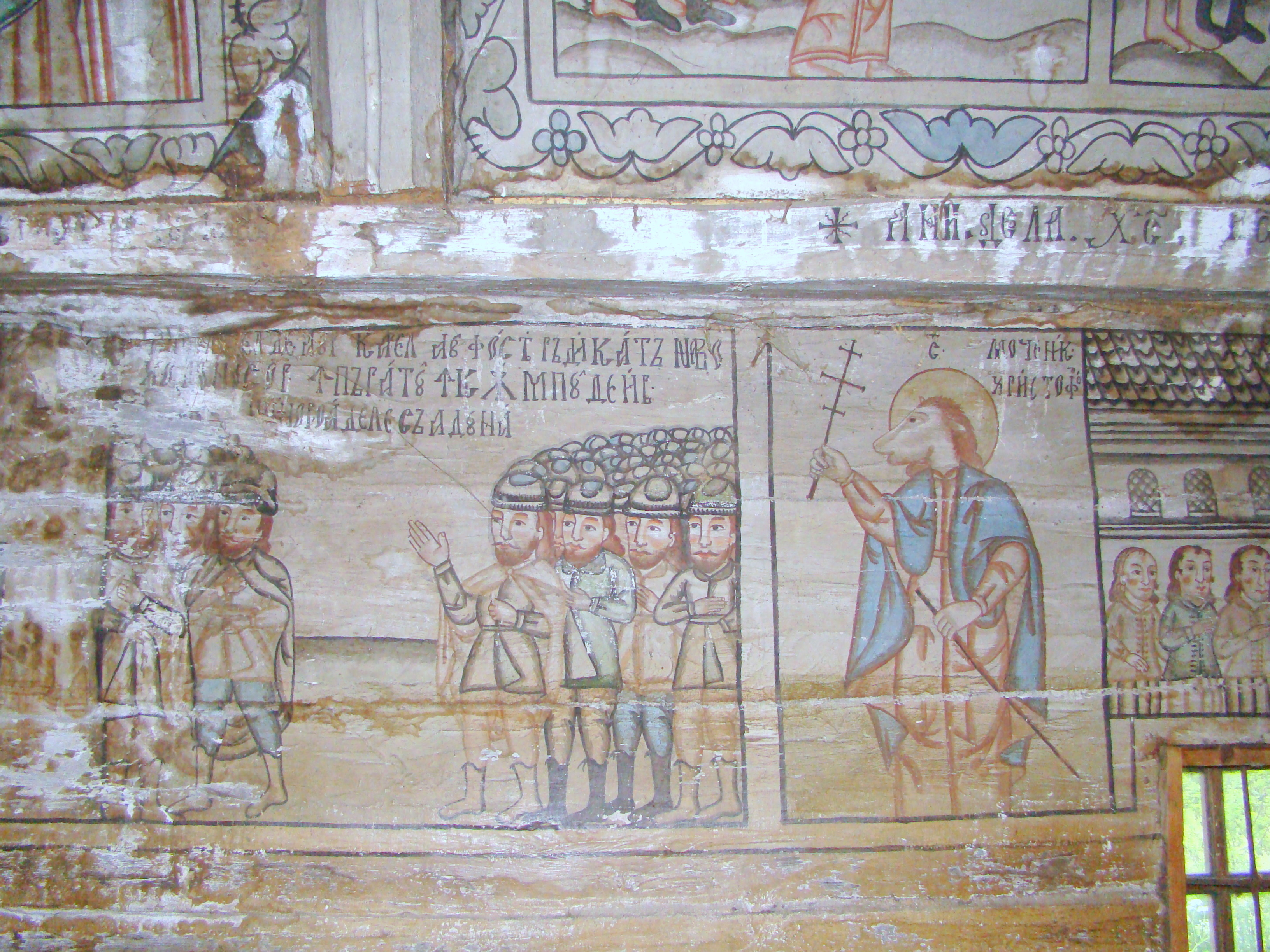
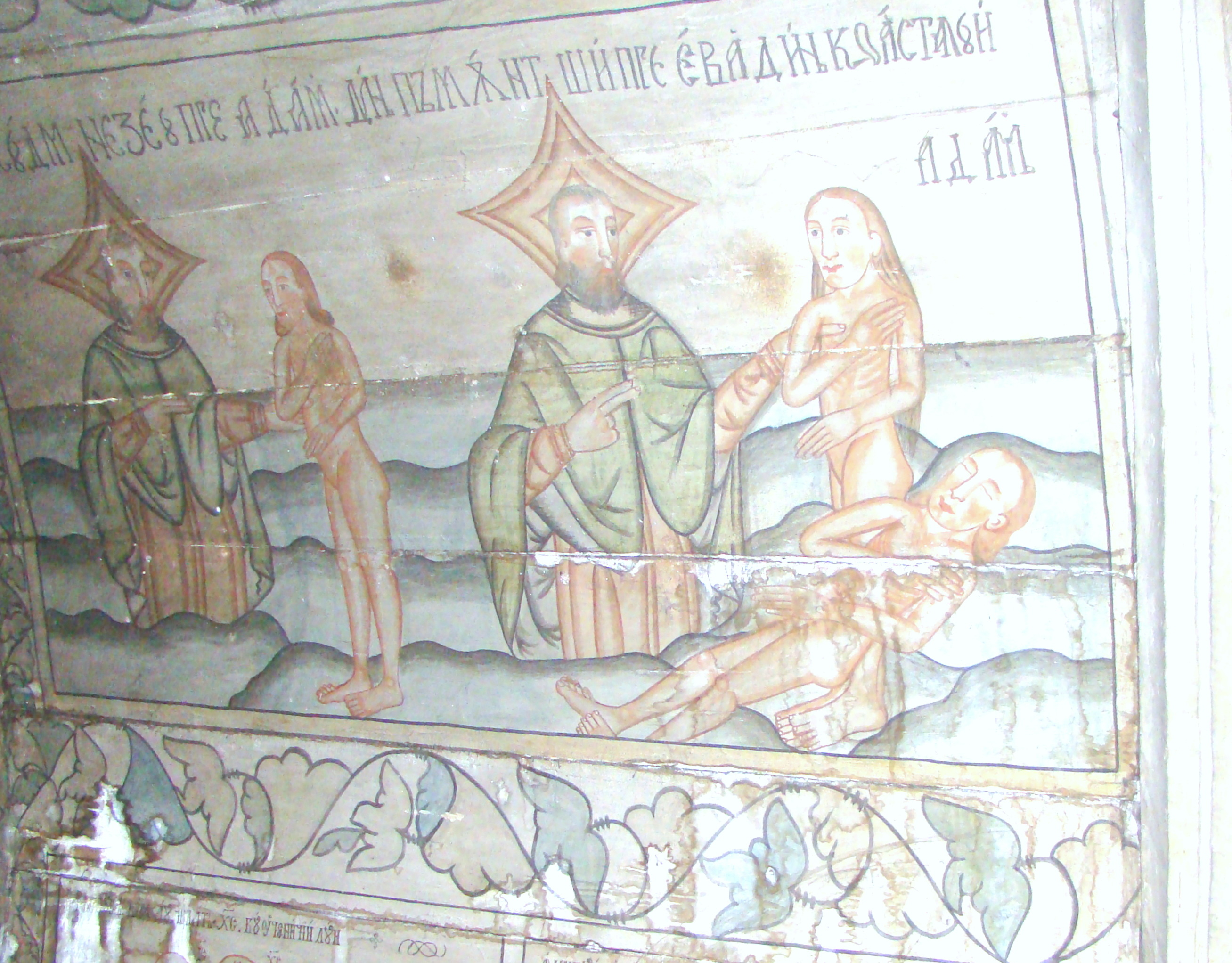
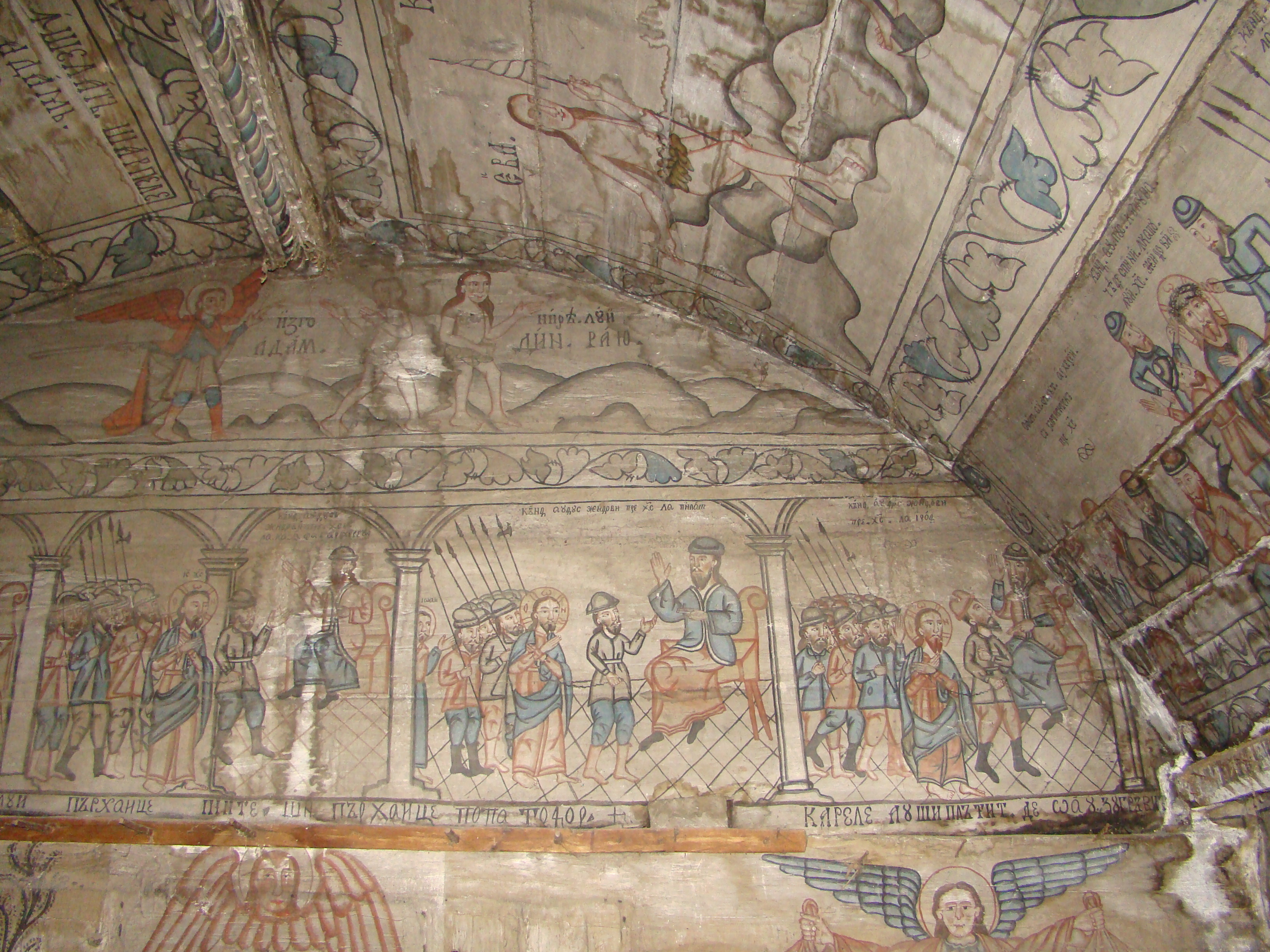
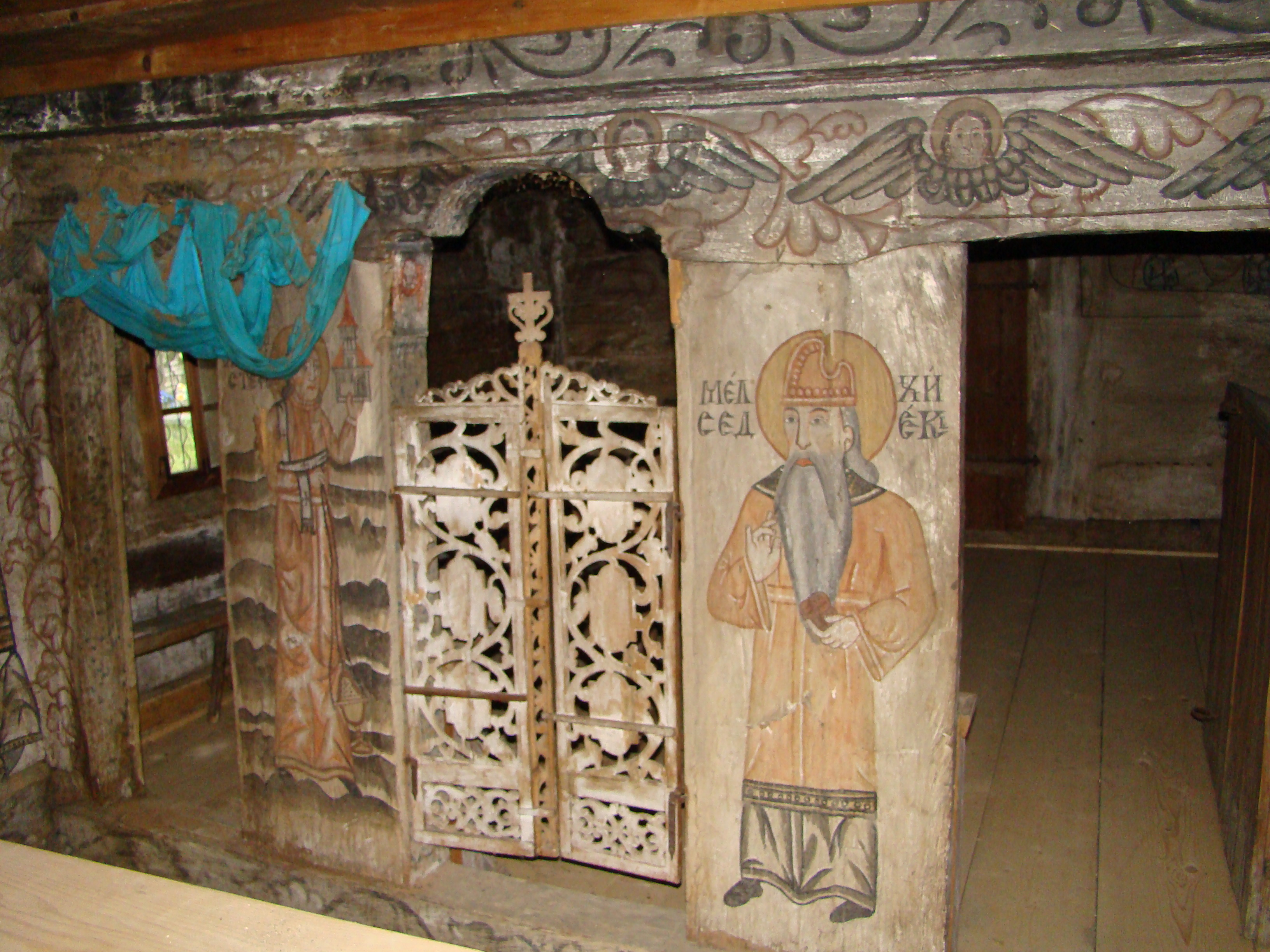
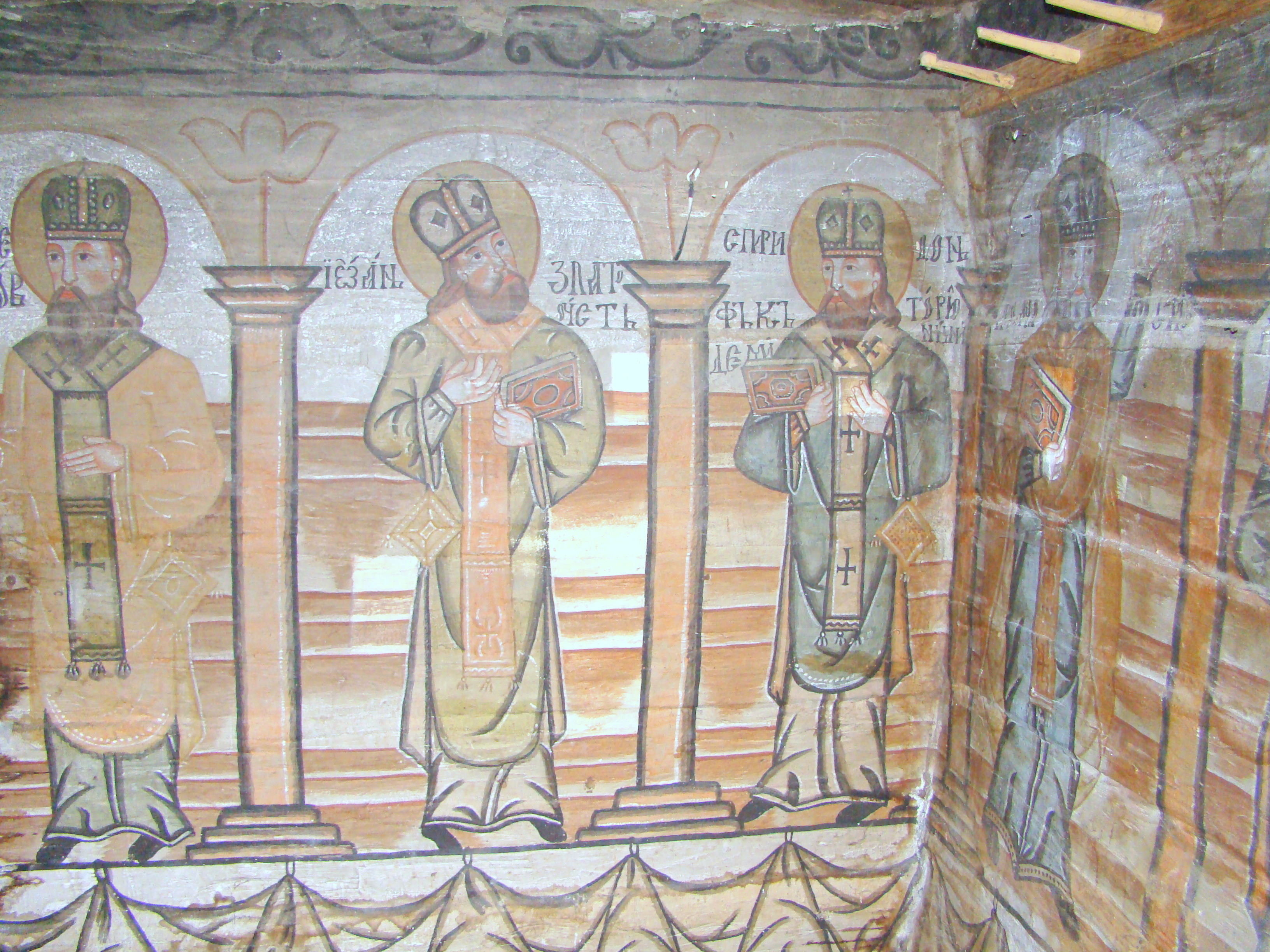
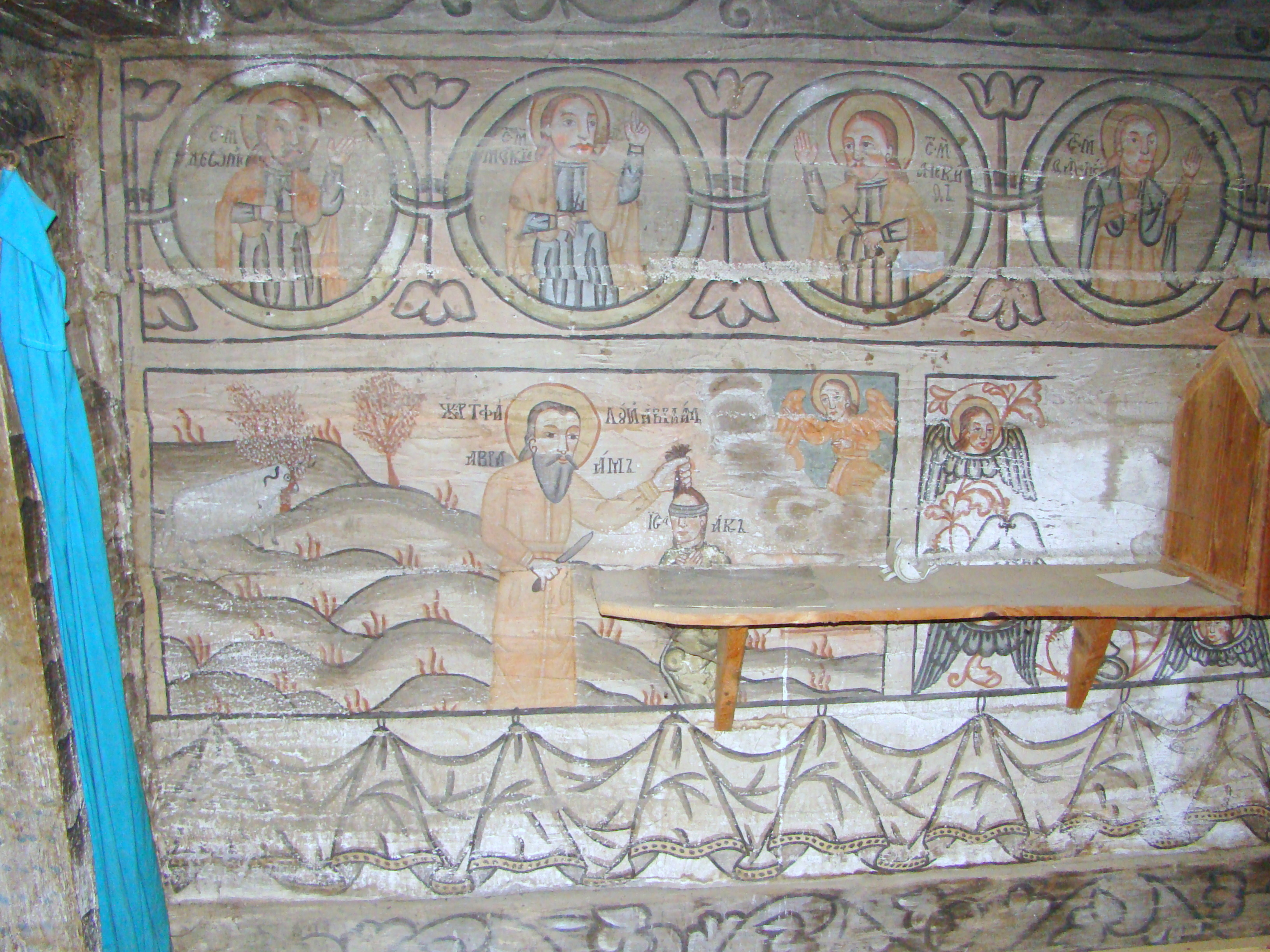
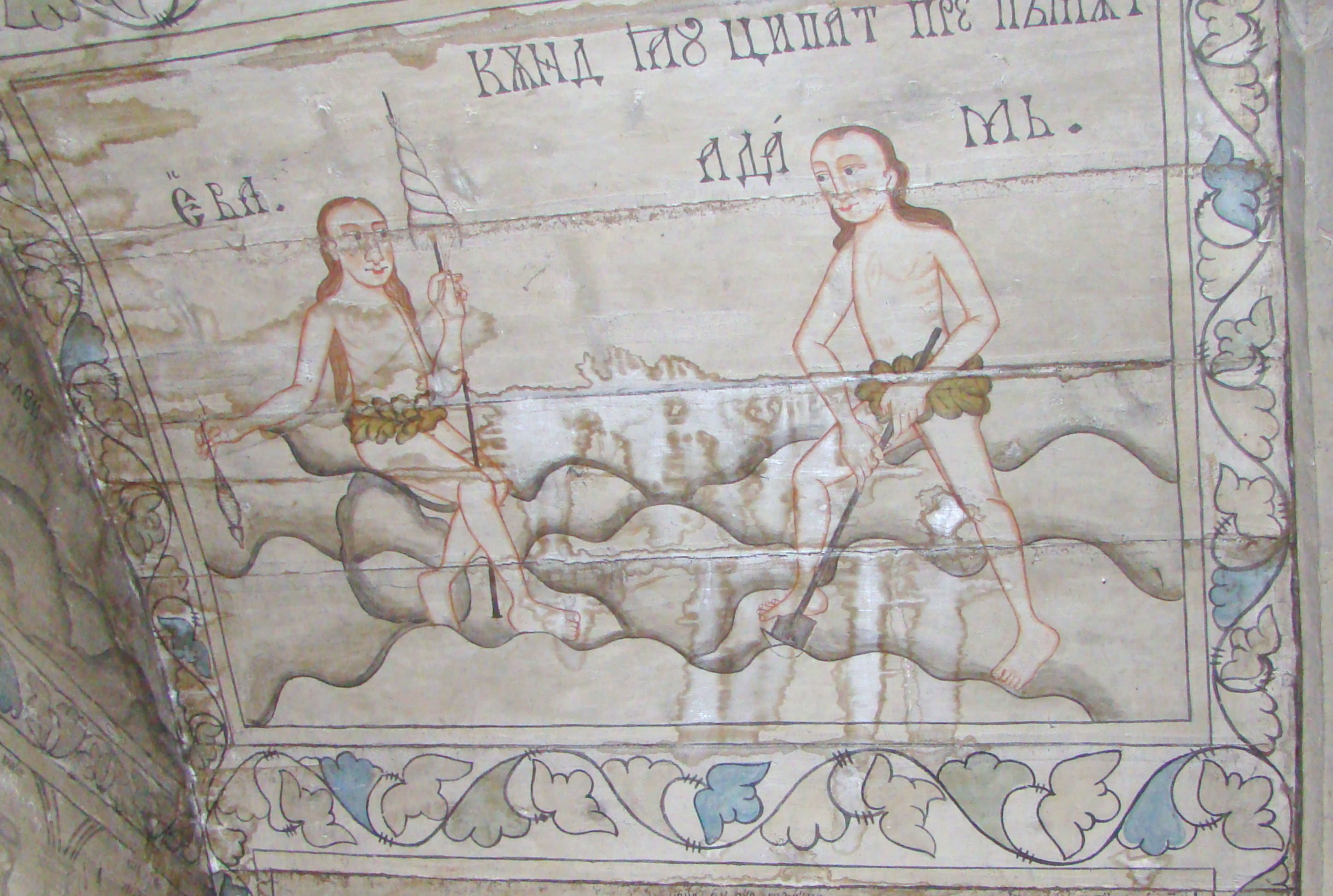
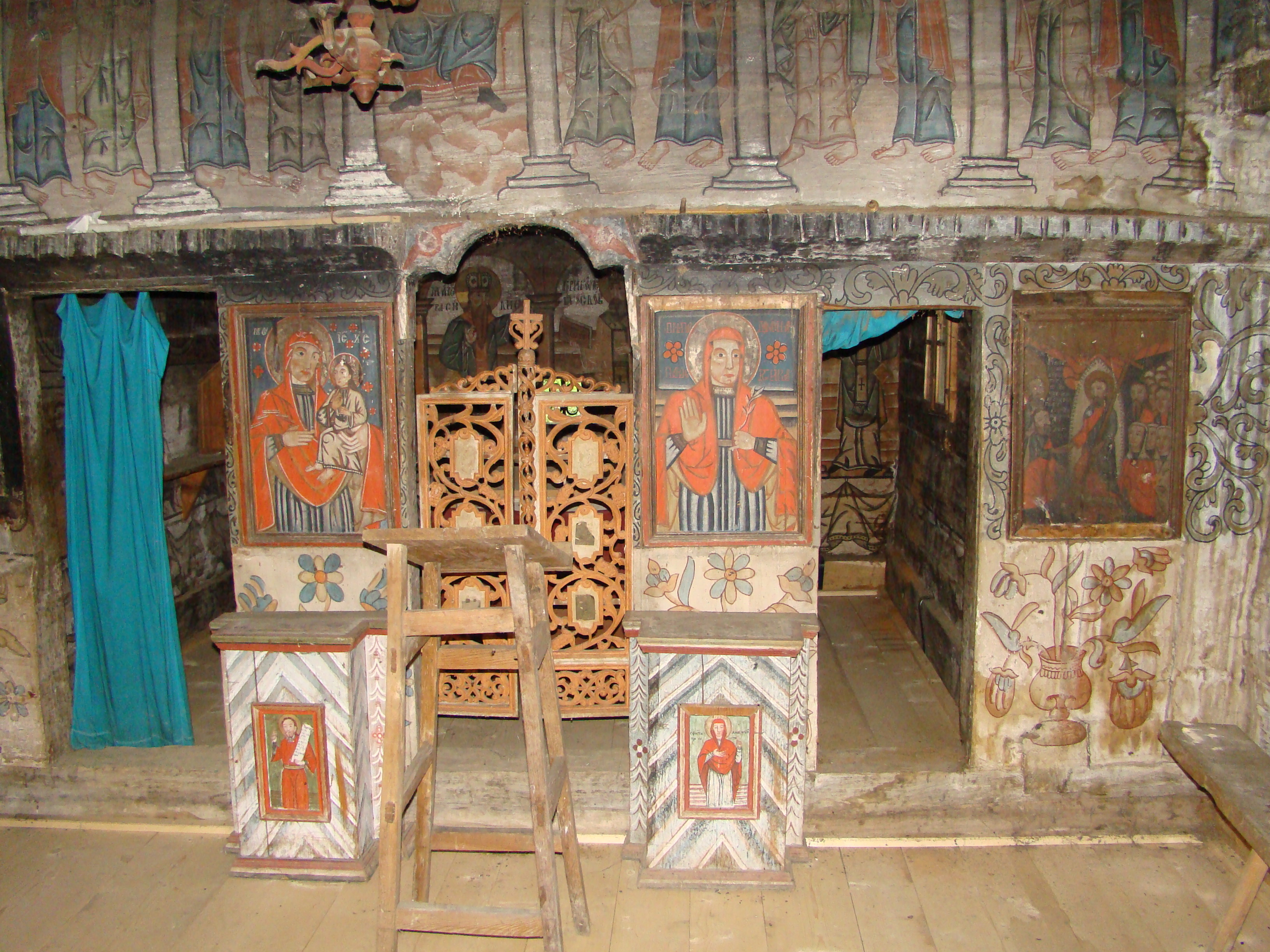
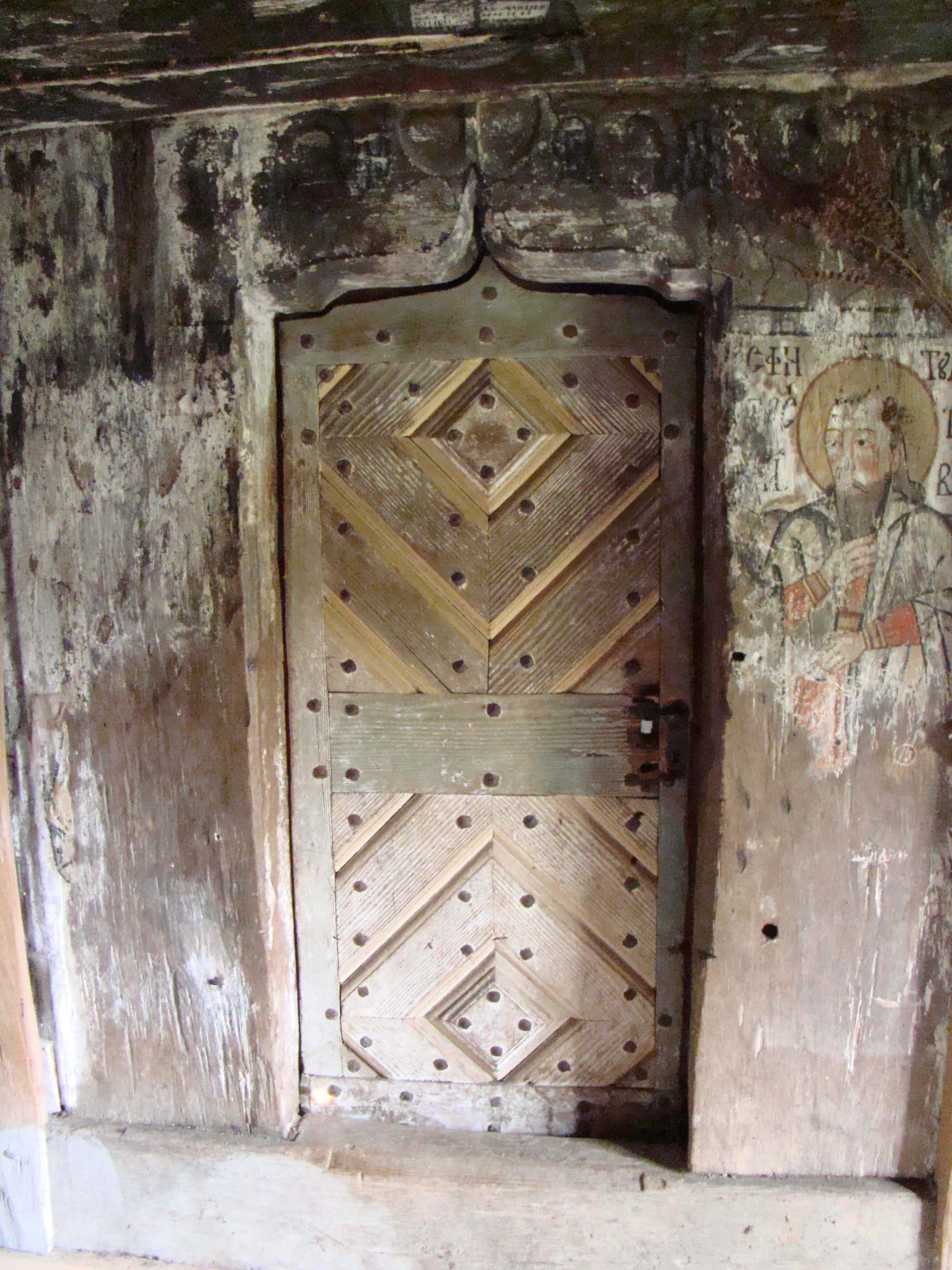
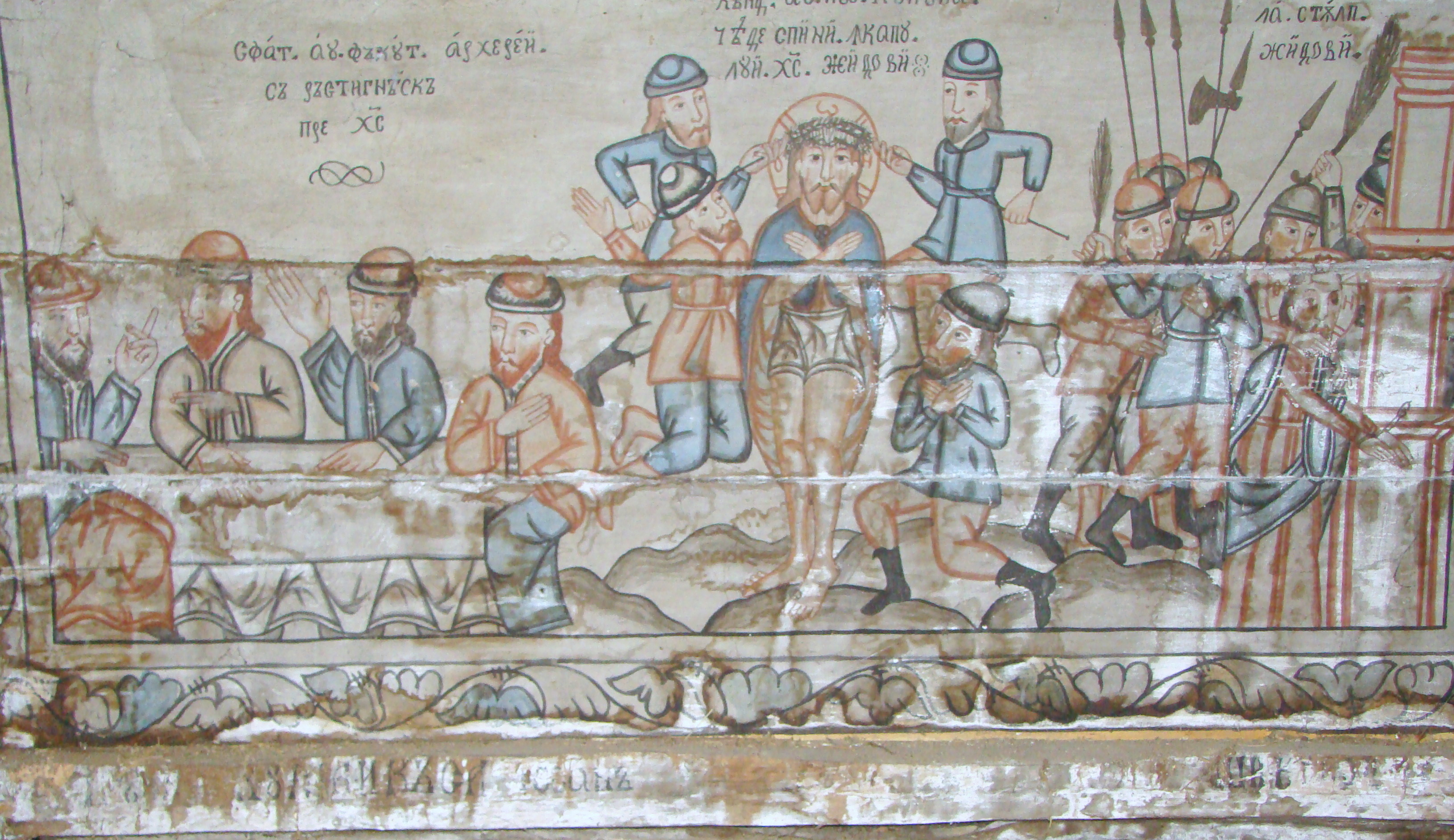
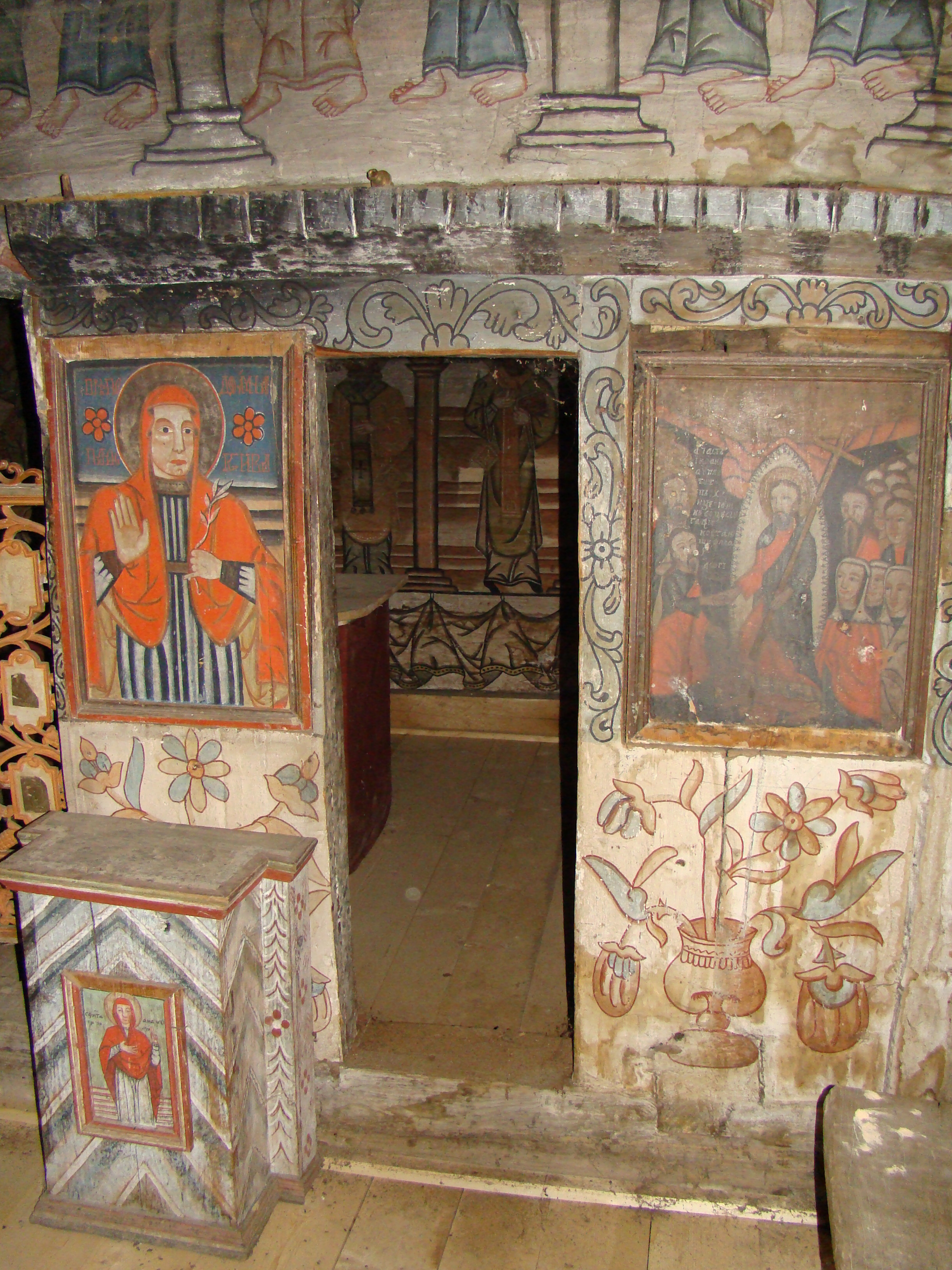
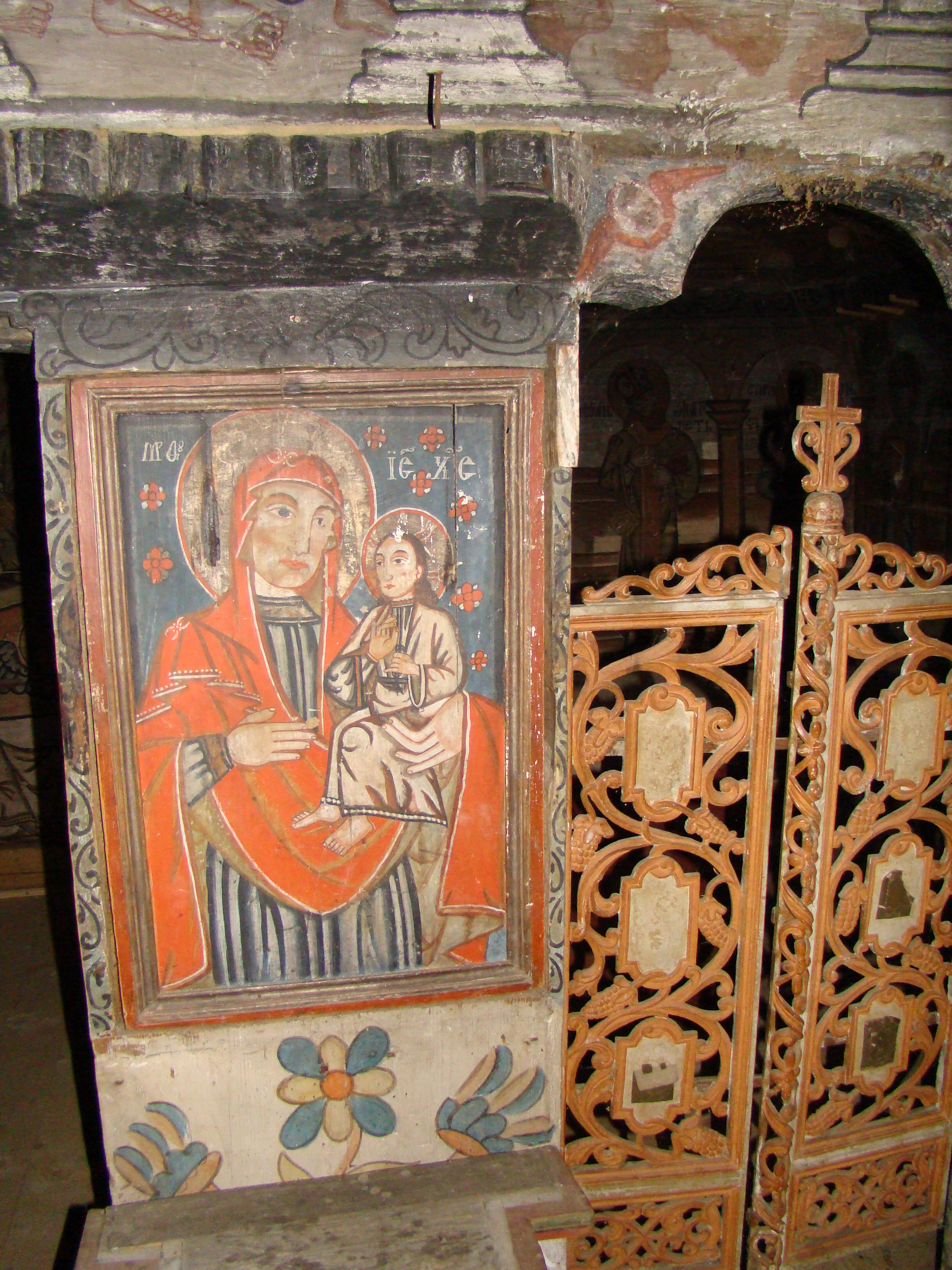
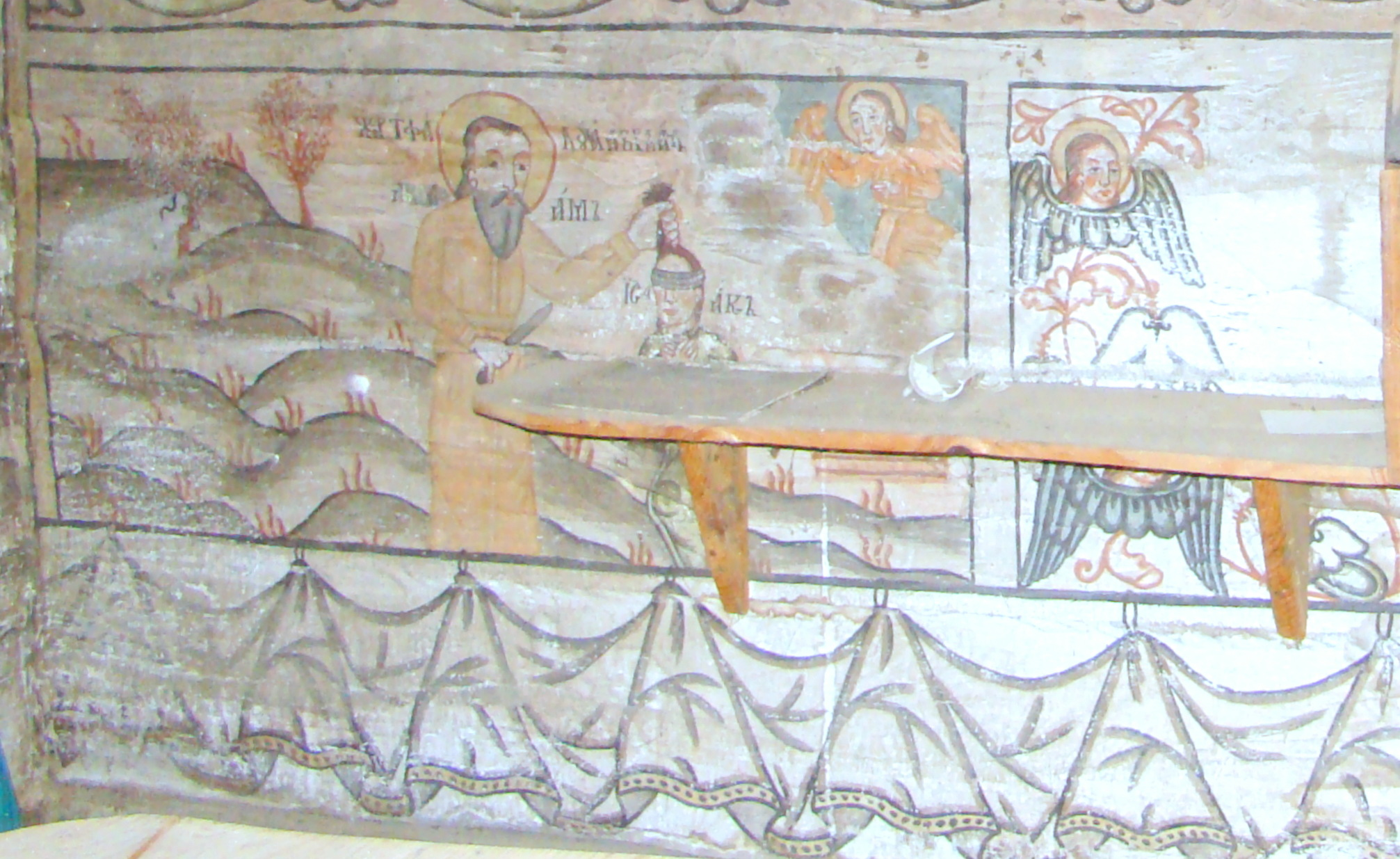
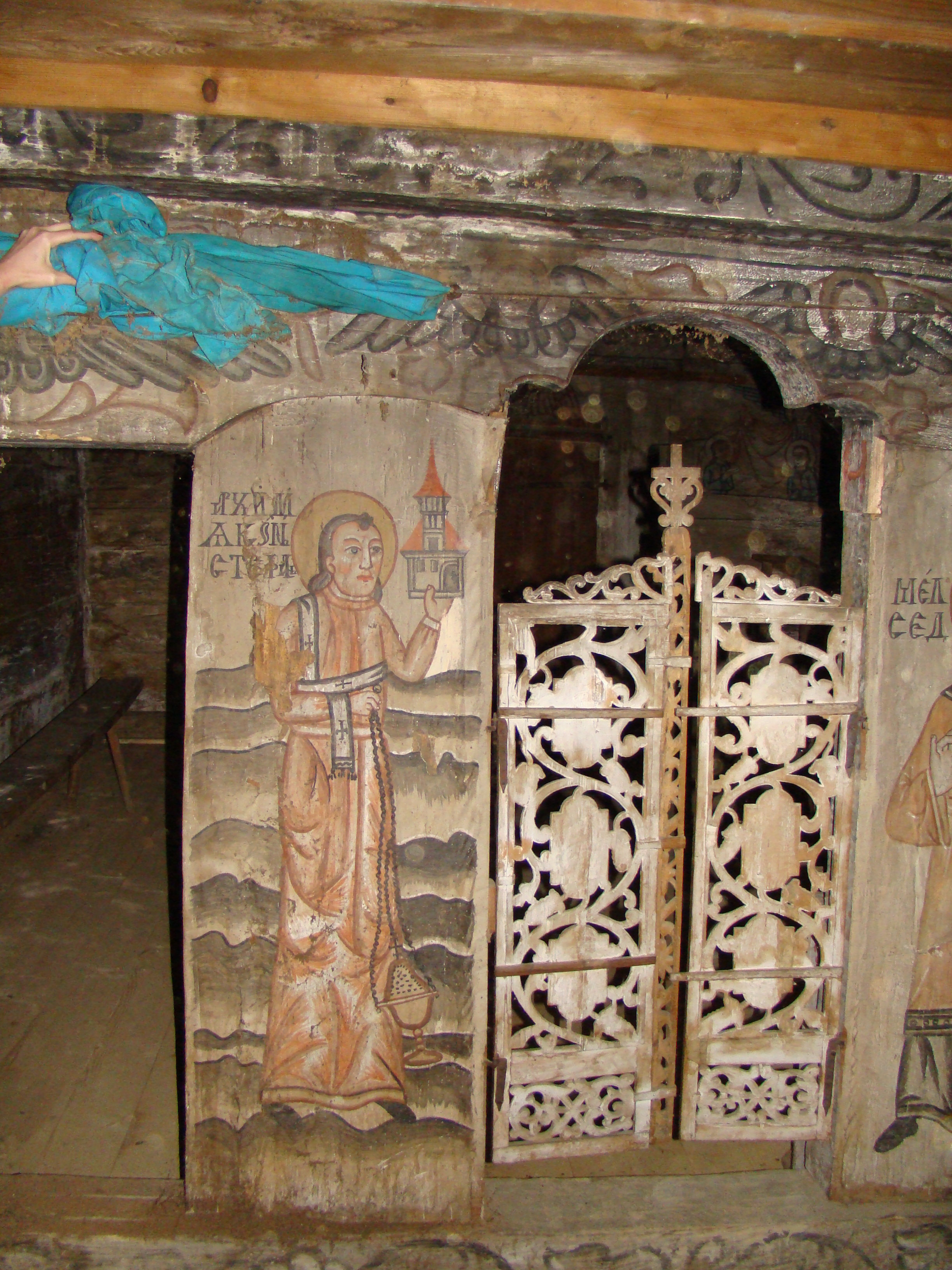
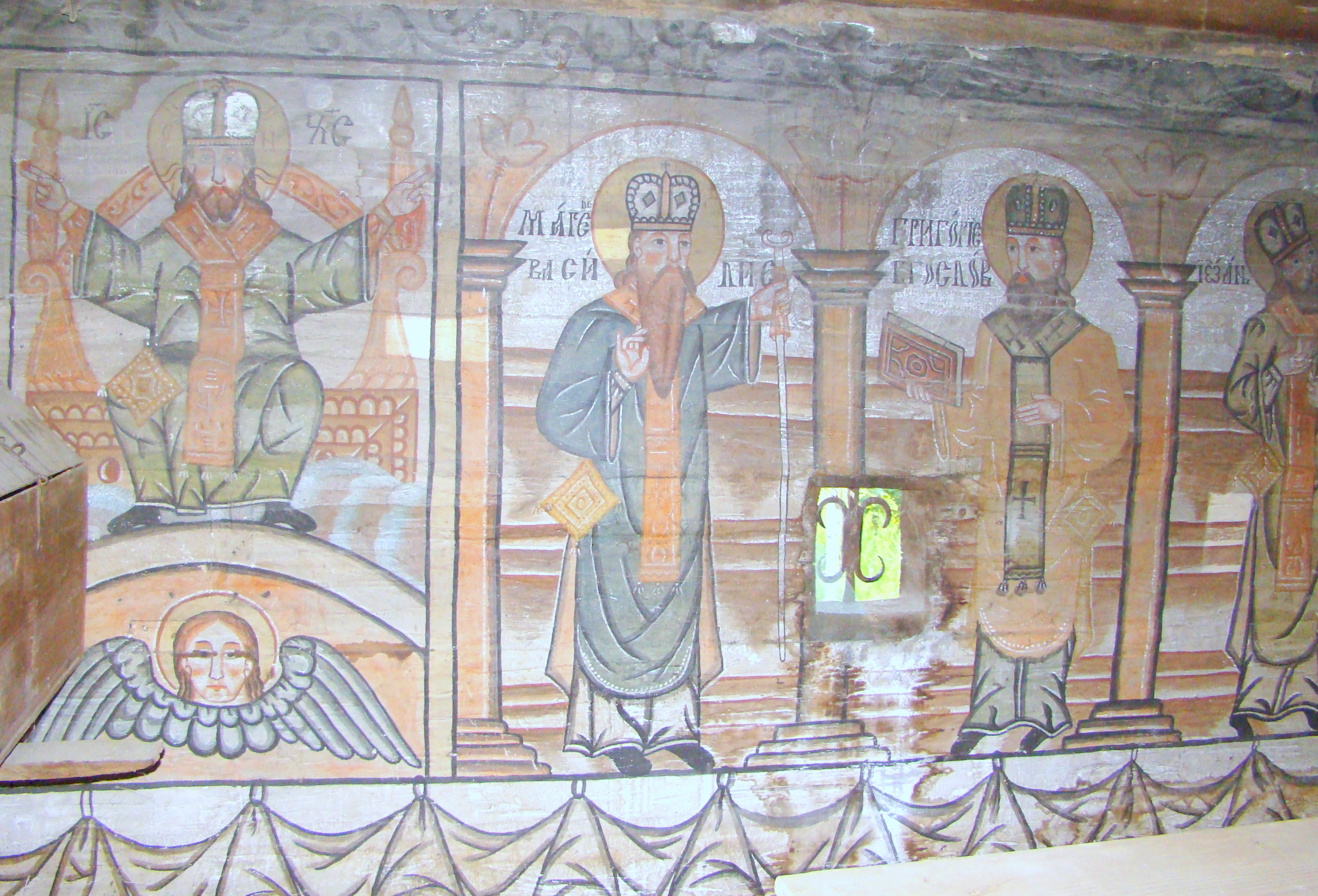
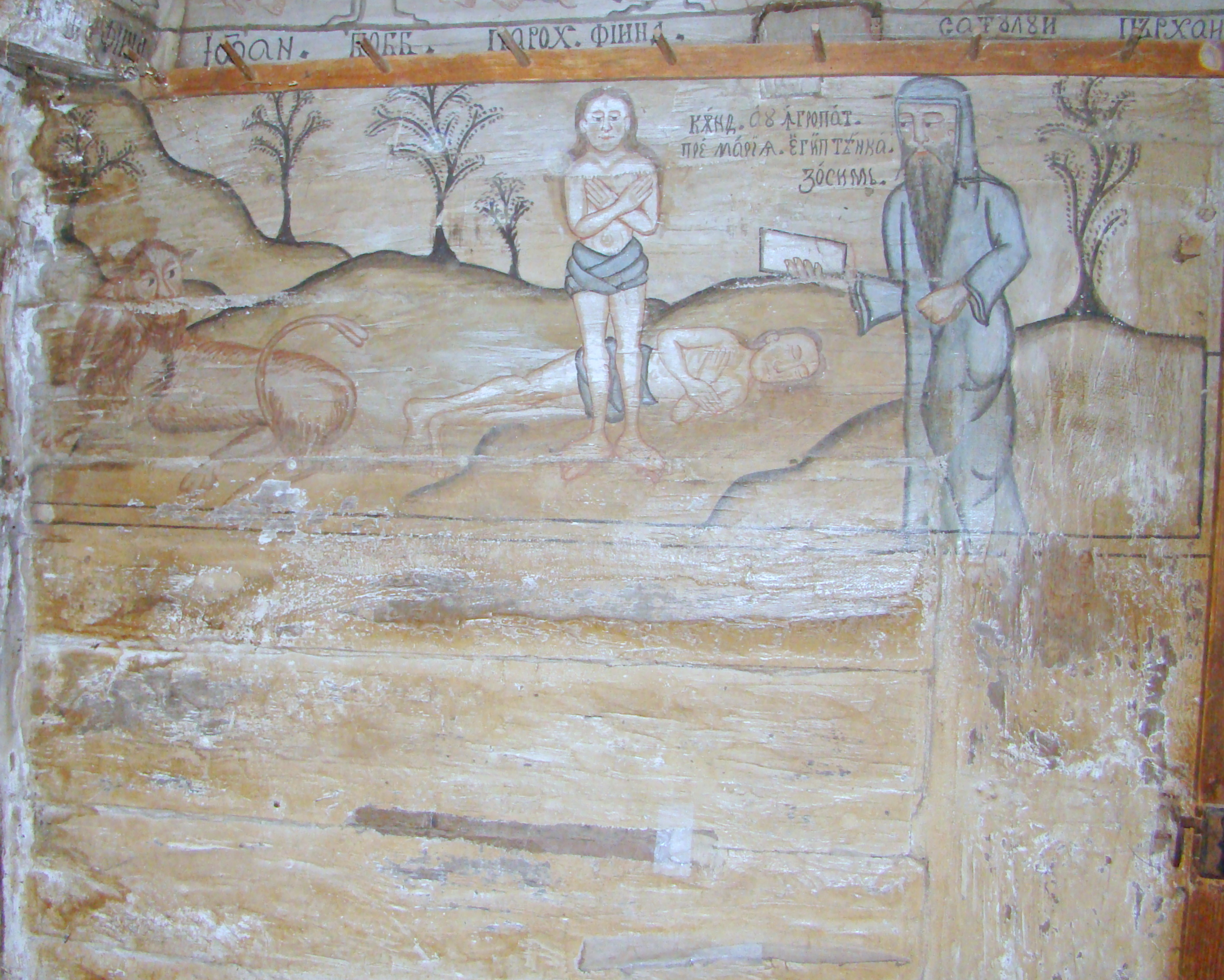
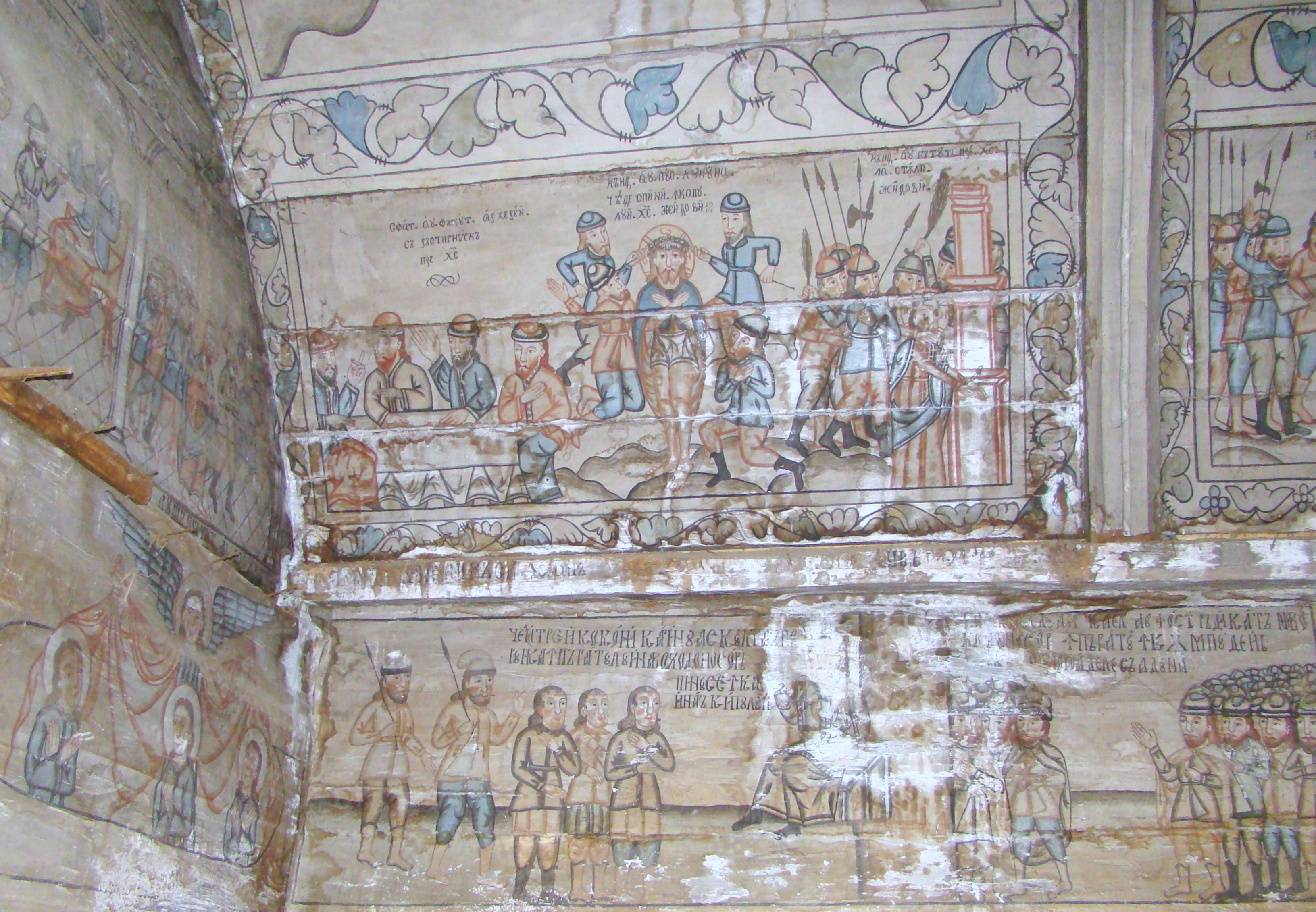
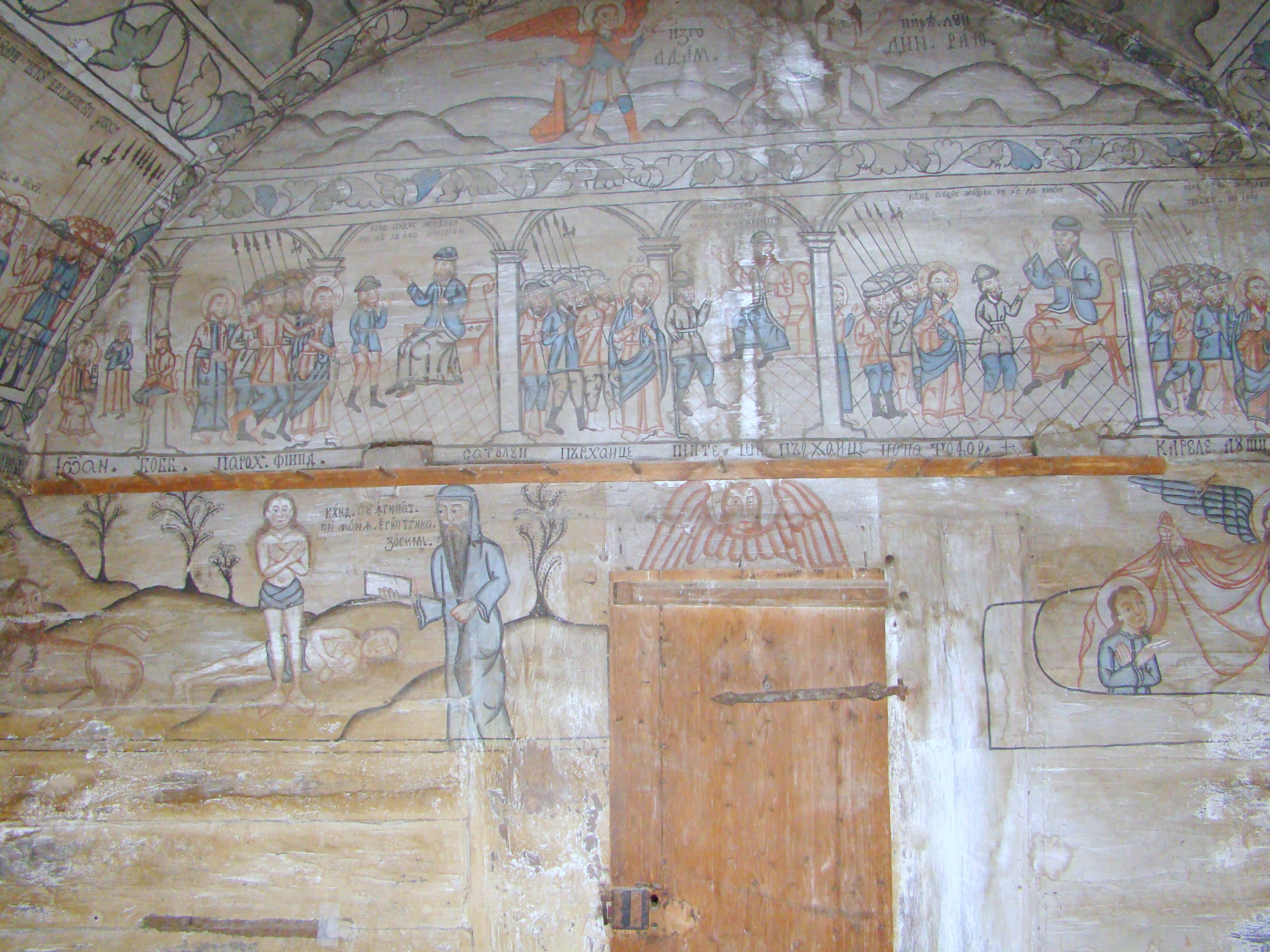
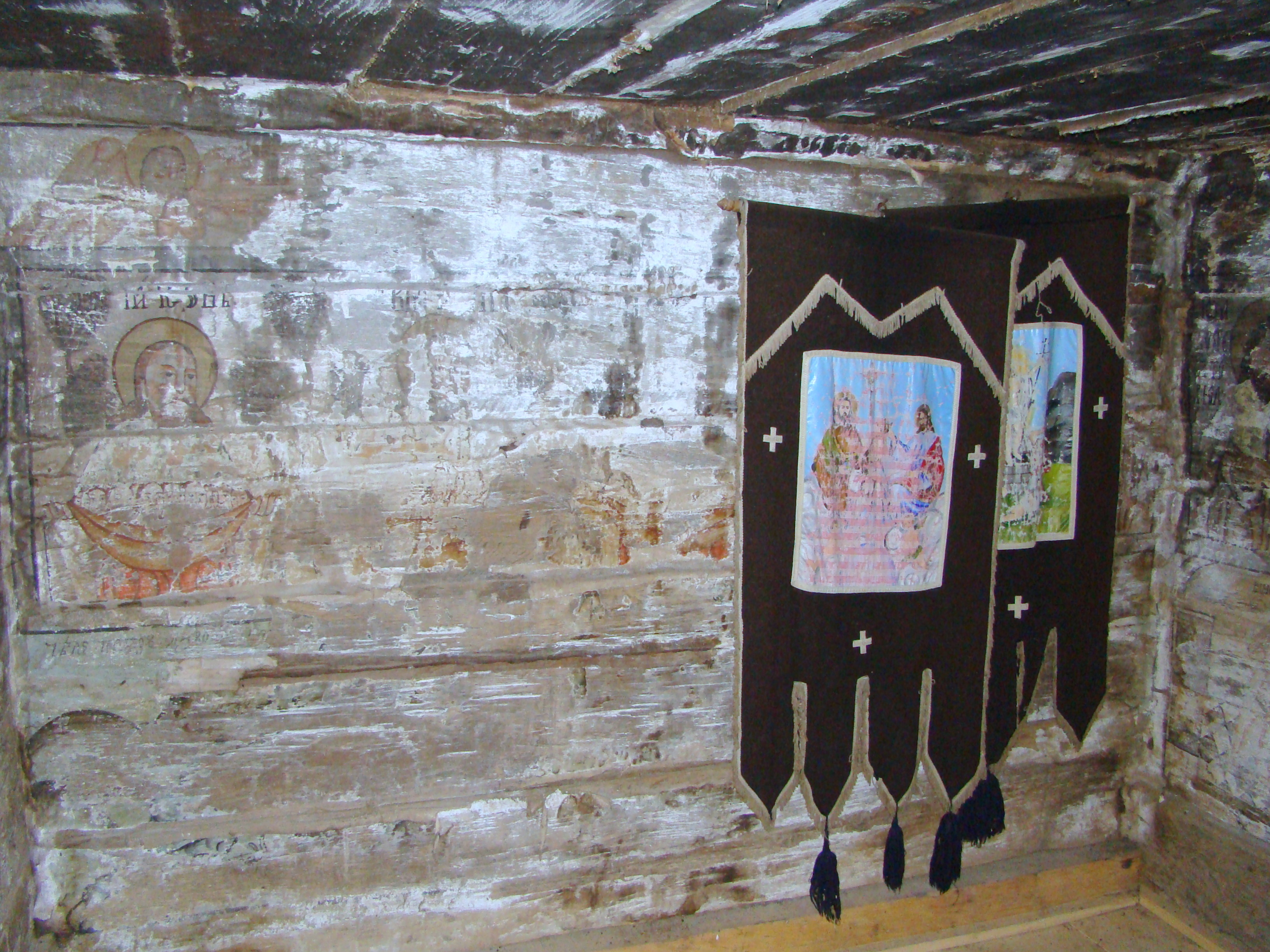